# Givry (Saône-et-Loire)
Pour les articles homonymes, voir Givry.
Givry est une commune française, chef-lieu de canton, située dans le département de Saône-et-Loire, en région Bourgogne-Franche-Comté.
Givry est une petite ville réputée pour ses monuments historiques et ses vins.

## Géographie
Situé en Bourgogne, dans le département de Saône-et-Loire, à environ dix kilomètres à l'ouest de Chalon-sur-Saône, ce chef-lieu de canton compte trois hameaux viticoles : Cortiambles, Poncey et Russilly.

### Géologie et relief
Cette petite ville viticole est bordée au sud-est par la forêt communale, à l'ouest par le vignoble de la côte chalonnaise et les chaumes. Le vignoble est implanté sur des versants au sous-sol calcaire, sur des sols argilo-calcaires, et exposé au S-SE.

### Hydrographie
La commune est traversée par l'Orbise, un affluent de la Corne, elle-même affluent de la Saône. On y trouve un étang nommé Étang de Fontaine-Couverte.

### Climat
Pour des articles plus généraux, voir Climat de la Bourgogne-Franche-Comté et Climat de Saône-et-Loire.
En 2010, le climat de la commune est de type climat océanique dégradé des plaines du Centre et du Nord, selon une étude du Centre national de la recherche scientifique s'appuyant sur une série de données couvrant la période 1971-2000. En 2020, Météo-France publie une typologie des climats de la France métropolitaine dans laquelle la commune est dans une zone de transition entre le climat océanique altéré et le climat semi-continental et est dans la région climatique Bourgogne, vallée de la Saône, caractérisée par un bon ensoleillement (1 900 h/an), un été chaud (18,5 °C), un air sec au printemps et en été et des vents faibles.
Pour la période 1971-2000, la température annuelle moyenne est de 11,1 °C, avec une amplitude thermique annuelle de 17,8 °C. Le cumul annuel moyen de précipitations est de 822 mm, avec 11,2 jours de précipitations en janvier et 7,2 jours en juillet. Pour la période 1991-2020, la température moyenne annuelle observée sur la station météorologique de Météo-France la plus proche, « Chalon-Champforgueil », sur la commune de Champforgeuil à 8 km à vol d'oiseau, est de 11,4 °C et le cumul annuel moyen de précipitations est de 736,5 mm. 
La température maximale relevée sur cette station est de 39,7 °C, atteinte le 12 août 2003 ; la température minimale est de −17,6 °C, atteinte le 20 décembre 2009,,.
Les paramètres climatiques de la commune ont été estimés pour le milieu du siècle (2041-2070) selon différents scénarios d'émission de gaz à effet de serre à partir des nouvelles projections climatiques de référence DRIAS-2020. Ils sont consultables sur un site dédié publié par Météo-France en novembre 2022.

### Milieux naturels et biodiversité

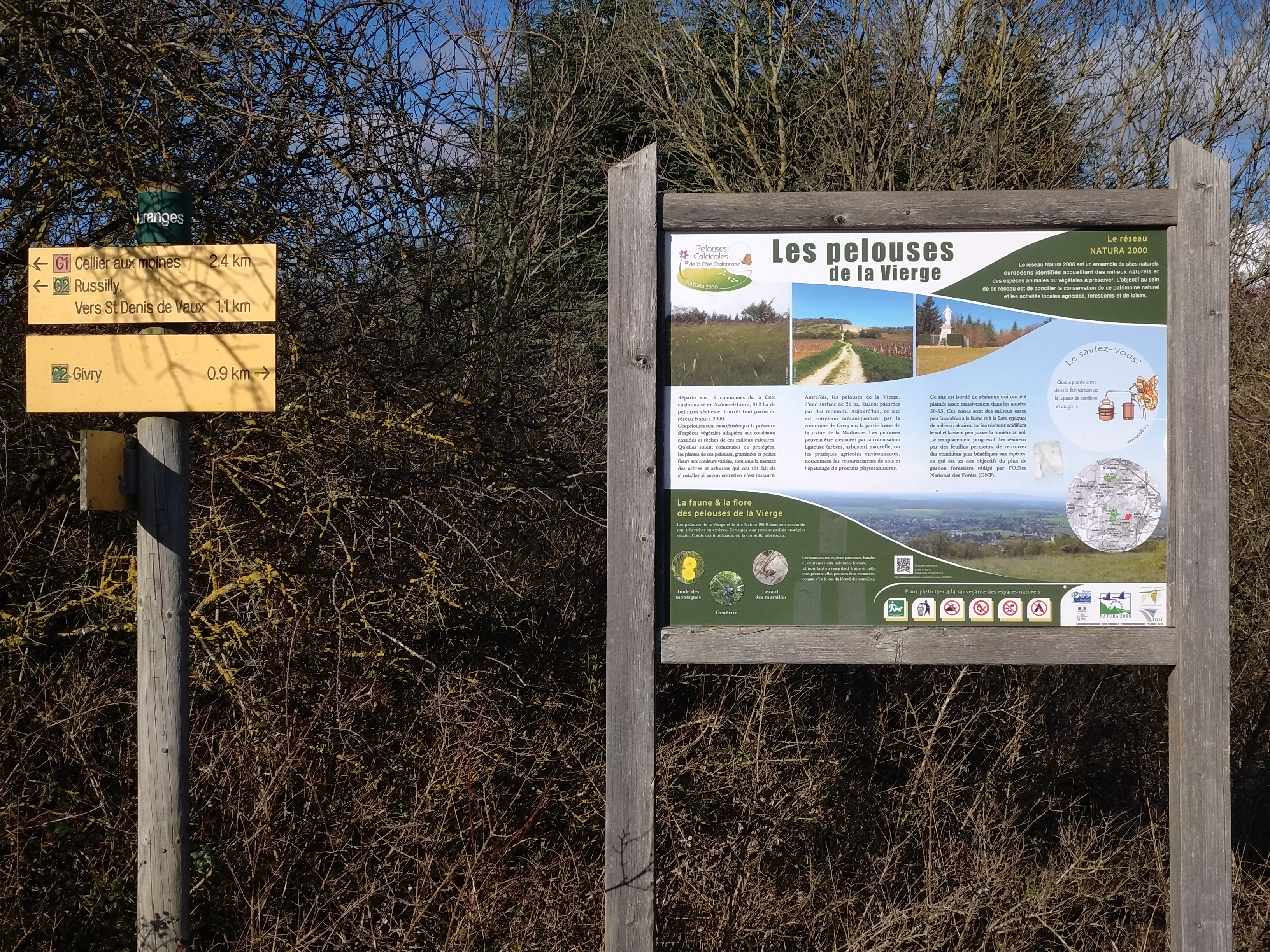
Panneau d'information sur les pelouses de la Vierge, aire protégée Natura 2000.

Deux aires protégées du site Natura 2000 « Pelouses calcicoles de la côte chalonnaise » sont situées sur la commune de Givry : « les pelouses de la Vierge », autour de la statue de la Vierge qui domine le bourg et « les chaumes », qui s'étend également sur la commune de Saint-Denis-de-Vaux.

## Urbanisme

### Typologie
Au 1er janvier 2024, Givry est catégorisée bourg rural, selon la nouvelle grille communale de densité à sept niveaux définie par l'Insee en 2022.
Elle appartient à l'unité urbaine de Givry, une agglomération intra-départementale regroupant deux  communes, dont elle est ville-centre,,. Par ailleurs la commune fait partie de l'aire d'attraction de Chalon-sur-Saône, dont elle est une commune de la couronne,. Cette aire, qui regroupe 109 communes, est catégorisée dans les aires de 50 000 à moins de 200 000 habitants,.

### Occupation des sols
L'occupation des sols de la commune, telle qu'elle ressort de la base de données européenne d’occupation biophysique des sols Corine Land Cover (CLC), est marquée par l'importance des forêts et milieux semi-naturels (50,5 % en 2018), une proportion sensiblement équivalente à celle de 1990 (50 %). La répartition détaillée en 2018 est la suivante : forêts (44,9 %), terres arables (16,7 %), zones urbanisées (10,3 %), cultures permanentes (10,3 %), zones agricoles hétérogènes (9,6 %), milieux à végétation arbustive et/ou herbacée (5,6 %), prairies (1,8 %), mines, décharges et chantiers (0,7 %). L'évolution de l’occupation des sols de la commune et de ses infrastructures peut être observée sur les différentes représentations cartographiques du territoire : la carte de Cassini (XVIIIe siècle), la carte d'état-major (1820-1866) et les cartes ou photos aériennes de l'IGN pour la période actuelle (1950 à aujourd'hui).

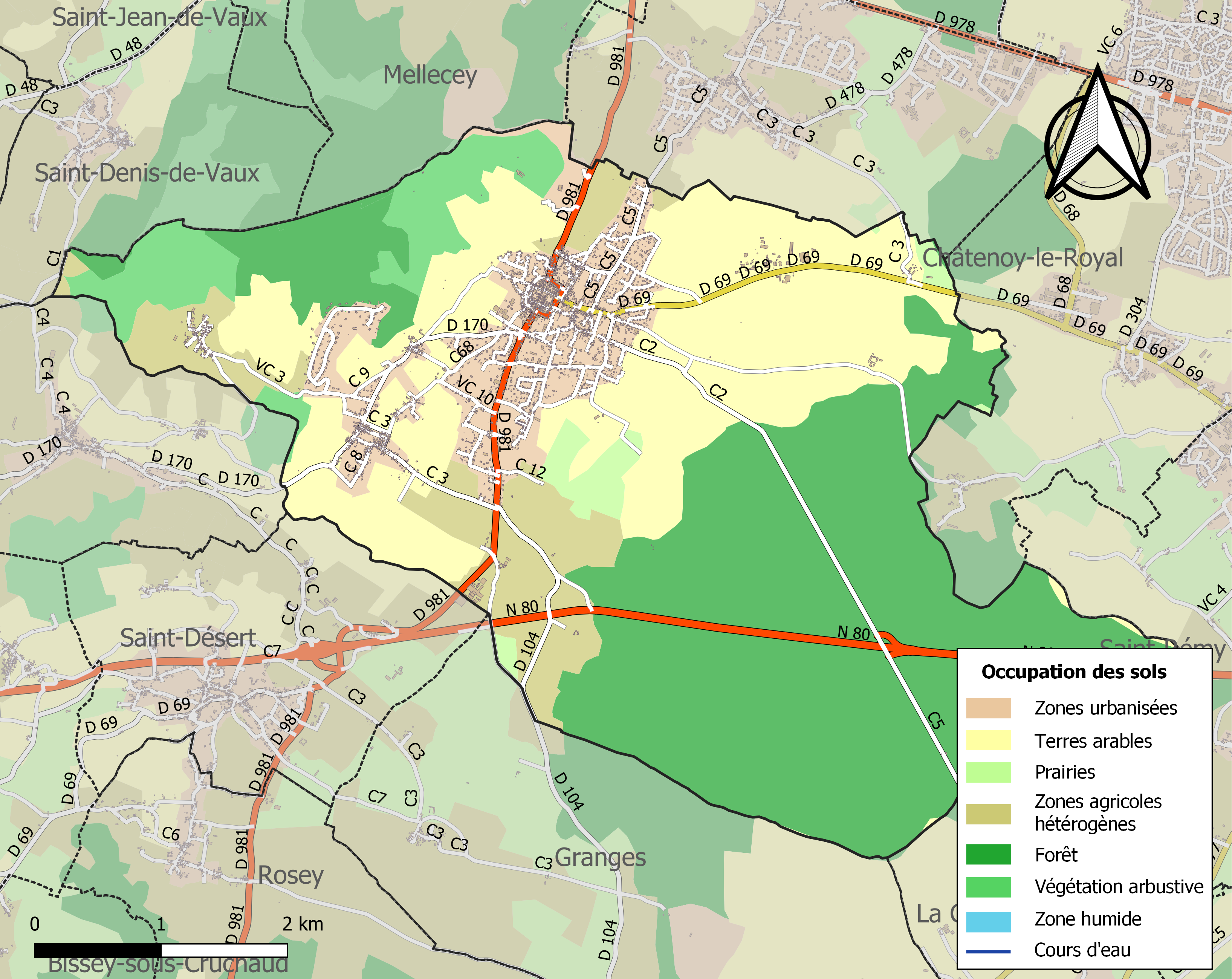
Carte des infrastructures et de l'occupation des sols de la commune en 2018 (CLC).

### Voies de communication et transports

#### Desserte ferroviaire
Givry est située à proximité de grands axes ferroviaires : à 10 kilomètres de la gare de Chalon-sur-Saône sur la ligne Paris-Lyon-Marseille, à 15 kilomètres de la gare du Creusot TGV sur la LGV Sud-Est Paris-Lyon et à 16 kilomètres de la gare de Chagny sur la ligne Chagny-Nevers.

#### Desserte routière
La commune est traversée par la route départementale 981 (RD981) qui relie Chagny à Cluny. Elle est située à 13 kilomètres de l'autoroute A6 (Chalon-sur-Saône) et à 3 kilomètres de la route nationale 80 Chalon-Moulins (RCEA).

#### Lignes de bus
Givry est desservie par deux lignes de bus, avec deux arrêts, Givry centre et Mortières :
- La ligne LR701 Chalon-sur-Saône - Cluny - Mâcon, du réseau régional Mobigo.
- La ligne B de Jambles à Chalon-sur-Saône, du réseau Zoom du Grand Chalon. Elle ne fonctionne qu'en période scolaire.

#### Voie verte

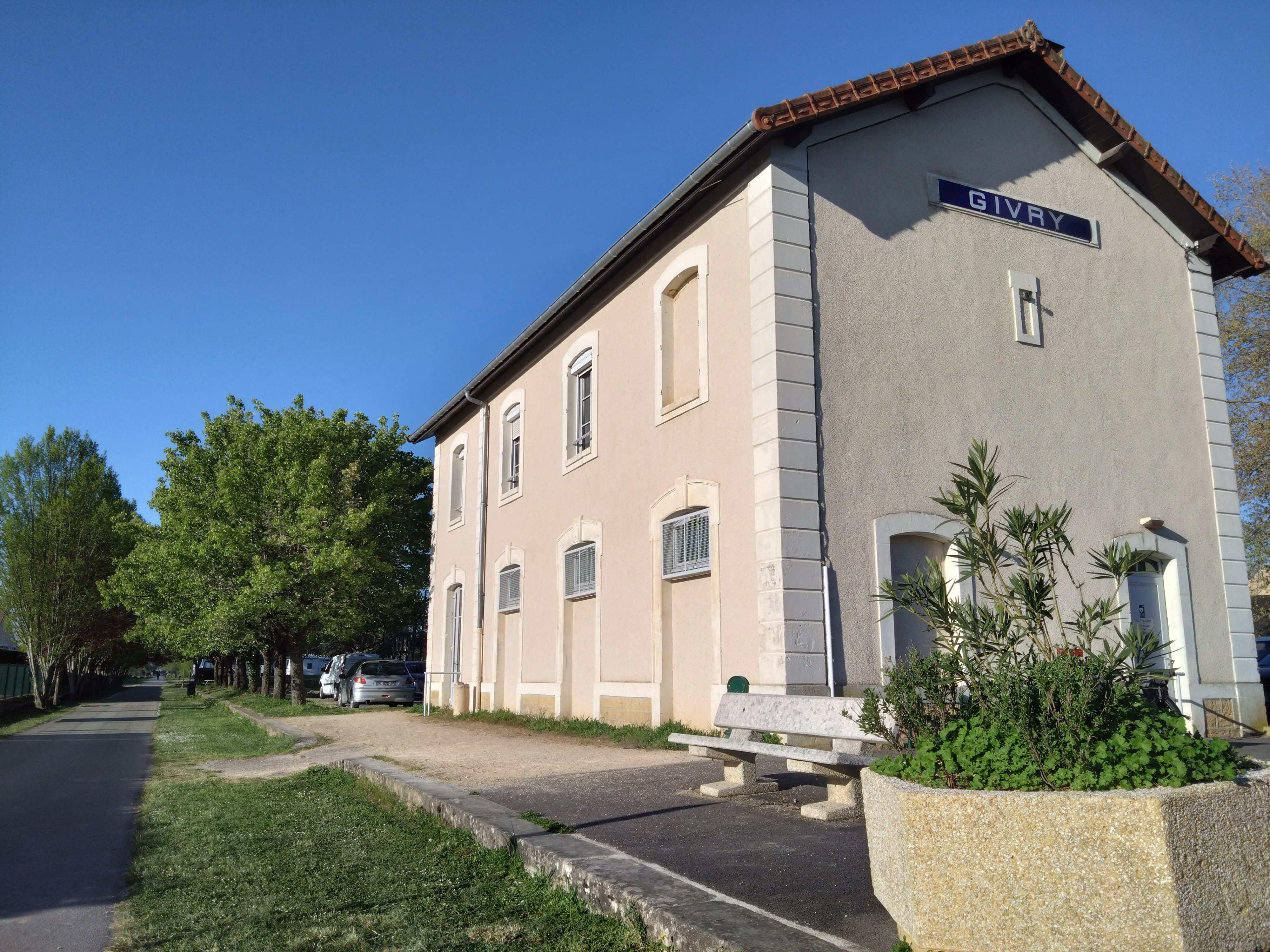
Ancienne gare sur la voie verte

La commune est traversée par la voie verte de Bourgogne du Sud, d'une longueur de 65 km, première voie verte créée en France, qui va de Chalon-sur-Saône à Mâcon. C'est une piste multi-usages en site propre, séparée de la circulation automobile et ouverte à toutes les circulations non motorisées : marche, vélo ou roller. Elle a été construite à la place de l'ancienne voie ferrée de Cluny à Chalon-sur-Saône. Elle est reliée au réseau de pistes cyclables de Chalon-sur-Saône.

#### Sentiers de randonnée
La commune est traversée à Russilly par le GR 7, un sentier de grande randonnée de 1 471 km qui va du Ballon d'Alsace (Massif des Vosges) à Andorre-la-Vieille (Pyrénées).

## Toponymie
Givry est un toponyme de même origine que Gevrey-Chambertin (Côte-d'Or). Les formes les plus anciennes de ce dernier, Gibriacus (630) et Gebriacus (850), suggèrent un anthroponyme gallo-romain Gabrius, du gaulois gabros (chèvre) avec le suffixe -iacum, indiquant la propriété.

## Histoire

### Préhistoire et Antiquité
La fondation de la ville remonte à l'époque gallo-romaine. La vigne arrive à l'époque des conquêtes romaines. Des restes d'amphores ont été trouvés dans le vignoble et le village. L'empereur romain Domitien ordonne en 92 l'arrachage partiel des vignes dans le Midi et en Bourgogne, afin d’éviter la concurrence. Probus annule cet édit en 280. À partir du VIe siècle, les vins de cette commune jouissent d'une haute réputation.

### Moyen Âge
La chapelle de Notre-Dame, fondée à la fin du XIIIe siècle par Jacques Doyen, est dotée, dès cette époque, d'un luminaire pour lequel Guillemette de Cortiambles, veuve en 1297 de Josserand, chevalier en 1268, marié en 1277 (père Pentecôte de Cortiambles en 1254), donne six deniers pour une torche à l'élévation (1299). Étienne Doyen vend une vigne à Givry en 1238 à Jeanne, veuve de Mayhulot, homme de l'évêque. Les enfants de Laurent Doyen vendent à l'évêque de Chalon, en 1322, deux ouvrées de vigne à Cortiambles.
Les fortifications de la ville datent du Moyen Âge (XIIIe siècle).
Le bourg de Givry était peuplé de 1 200 à 1 500 personnes dans les années 1340. La peste noire tue 615 personnes au moins dans l'été et le début de l'automne 1348,.
Au Moyen Âge, le vignoble se développe sous l'influence des religieux de Chalon-sur-Saône, Cluny ou la Ferté. Le cellier aux moines est bâti. L'église Saint-Martin de Cortiambles est construite dans la 1re moitié du XIIe siècle. Au XIIIe siècle, l'évêque de Chalon possède des biens dans cette commune. En 1371, Philippe le Hardi dont l'épouse, Marguerite III de Flandre possède le château de Germolles situé à quelques kilomètres du village, fait apprécier le vin de Givry à son beau-père, le comte de Flandre. La cour pontificale, installée à Avignon, en fait, dès le milieu du XIVe siècle, une consommation conséquente, et multiplie les achats à Givry. À la fin du XIVe siècle, Eustache Deschamps, chante le vin de Givry dans ses œuvres.
Seigneurie (d'après la « Notice historique sur la ville de Givry et ses hameaux », par Léonce Lex, chartiste, archiviste de Saône-et-Loire
- Givry fait partie du comté de Dijon et est aux ducs de Bourgogne qui, avec Chagny et Monta(i)gu, en dotent leur branche cadette de Bourgogne-Monta(i)gu, issue d'Alexandre Ier † 1205, fils cadet du duc Hugues III. La fille d'Alexandre, Huguette de Bourgogne-Montagu — sœur d'Eudes/Oudard/Édouard Ier de Montagu, mari d'Élisabeth de Courtenay, qui continue les sires de Chagny : la seigneurie de Givry restera dans la vassalité de la baronnie de Chagny, en arrière-fief de Bourgogne ; de plus les ducs de Bourgogne continuent à agir directement : par exemple ils donnent en 1222 un fief givrotin indivis des ducs et des Montagu, au chevalier Bertrand de Saudon — épouse en 1219 André III de Montbard † 1233, seigneur d'Epoisses ;
- leur fille Helvise/Aloïs de Montbard, † v. 1250, transmet Epoisses et Givry à son mari Dreu(x) de Mello le Jeune[RH 1], seigneur de Saint-Bris, épousé vers 1225, † 1249, fils de Guillaume et petit-fils du connétable Dreu(x) de Mello. Les deux époux sont aussi seigneurs de Château-Chinon et de Lormes, sans doute par Helvise qui semble bien la nièce héritière d'Hugues de Lormes et Château-Chinon (la généalogie des Mello, des Montbard et des Lormes de Château-Chinon est quelque peu confuse, et pour certains auteurs le passage des Montagu de Givry aux Montbard d'Epoisses puis aux Mello, est plus compliqué que notre schéma) ;
- les Mello issus d'Helvise x Dreu sont seigneurs d’Époisses et de Givry sur six générations jusqu'à Jeanne/Isabelle de Mello, dame de La Ferté-Chauderon, qui transmet à son mari, x vers 1405, Jean II de Bourgogne-Montaigu-Sombernon, seigneur de Couches (vers 1380-vers 1435 ; fils de Philibert II, lui-même arrière-petit-fils d'Étienne Ier de Bourgogne-Sombernon, lui-même arrière-petit-fils d'Eudes Ier de Montagu ci-dessus) ; mais leurs enfants n'ont pas de descendant : ni leur fils Claude (vers 1404-1471 sans postérité de sa femme Louise de La Tour d'Auvergne), ni leur fille Marie/Philippine de Bourgogne (vers 1410-† v. 1462 sans postérité, femme en 1436 de Louis de La Trémoille († v. 1467), comte de Joigny, baron de Bourbon-Lancy, sire d'Uchon et d'Antigny). Puis Louis de La Trémoille comte de Joigny se remarie — sans postérité non plus — avec Marguerite de Co(u)rtiamble(s) (un des hameaux de Givry, signalé plus haut), fille de Jacques de Courtiamble seigneur de Commarin et Jaquette de Blaisy, et veuve de Jacques Pot seigneur de La Roche-Nolay et de La Prugne (1499-1458), fils de Régnier et père de Philippe Pot[RH 2],[19] ;
- or Jacques Pot était aussi dit seigneur de Givry, fl. dès 1446 : mais à quel titre ? Par acquisition, par la faveur du duc Philippe le Bon, par des droits qu'aurait conservés sa femme Marguerite de Cortiamble, venus de sa mère Ja(c)quette de Blaisy ? (car Jaquette avait pour parents Alexandre III de Blaisy x Catherine de Bourgogne-Montaigu-Sombernon de Couches, fille de Philibert II et sœur de Jean II ci-dessus, donc une descendante des anciens seigneurs de Givry). Quant à Marguerite de Courtiamble, elle avait pour sœur Agnès de Co(u)rtiamble(s), dame de Commarin et femme de Jean III de Jaucourt de Dinteville (cf. les articles Commarin, Ruffey)

La succession devient alors confuse, se partage et s'enchevêtre :
- elle passe aux Chalon-Vitteaux (issus des Chalon-Arlay princes d'Orange ; aussi comtes de Joigny), avec Charles de Chalon comte de Joigny, et ses frères et sœur Louis (ou plutôt Bernard ?), Léonard, et Isabelle de Chalon († v. 1461/1472) : tous enfants de Jean de Vitteaux († 1462), lui-même fils cadet du prince Jean III, et de Jeanne de La Trémoille († 1454), sœur héritière du comte Louis ci-dessus d'où la succession de Joigny ; de plus, comme son frère Louis, Jeanne avait pour grands-parents Guillaume de La Trémoille x Marie de Mello, dame de Bourbon-Lancy et d'Uchon, tante paternelle de Jeanne/Isabelle de Mello ci-dessus, donc une descendante des anciens sires d’Époisses et de Givry ; enfin, le prince Jean III avait pour grands-parents Jean II de Chalon-Arlay x Marguerite de Mello, une arrière-petite-fille de Dreu V de Mello x Helvise de Montbard, donc également une descendante des anciens sires d'Epoisses et de Givry...
- Isabelle/Isabeau de Chalon-Vitteaux-Joigny épouse Liébault de Choiseul de Traves, † apr. 1473, seigneur de Dracy : parents de Claude de Traves qui x 1523 Aymar/Émar de Prie, † v. 1527, seigneur de Montpoupon, Grand Maître des Arbalétriers en 1523. Mais Louis XI donne en 1477 « tout ce que lesdits de Chalon avaient en la seigneurie de Givry » à Philippe Pot (1428-1493 ; sans postérité). En fait la démultiplication de la seigneurie est à l'œuvre !

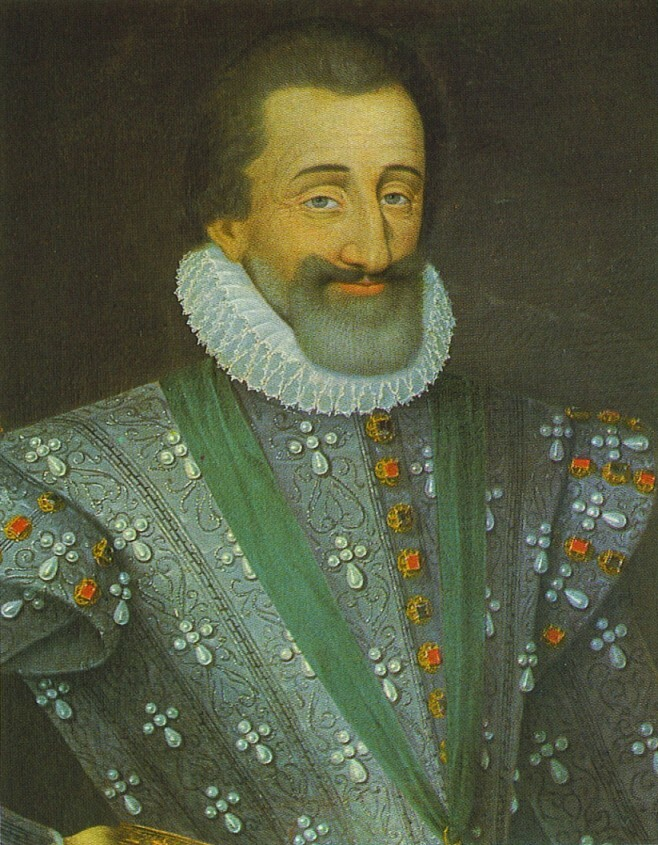
.

### Période moderne
Claude Courtépée, ainsi que les viticulteurs du village, racontent que le roi Henri IV en aurait fait son vin préféré. À cette même époque, la commune est ravagée par les guerres de Religion.
À partir du XVIIIe siècle, se construit un très bel ensemble architectural, exceptionnel pour une cité de la taille de Givry. L'église de Russilly date de 1768. L'hôtel de ville est construit de 1759 à 1771. L'église Saint-Pierre-et-Saint-Paul de Givry est édifiée de 1772 à 1791 par Émiland Gauthey. La fontaine aux Dauphins est terminée en 1776, sur les plans des architectes Emiland Gauthey et Thomas Dumorey. Pendant ce même siècle, la commune de Givry est considérée comme le centre viticole du Chalonnais.
- Quant aux seigneurs, on trouve à la fois : ... des descendants des Choiseul de Traves — et donc des Chalon-Joigny, des La Trémoille et des Mello — comme Antoine de Traves, fils de Jean et petit-fils de Liébault de Traves x Isabeau de Chalon, fl. en 1530-1545, † v. 1559, seigneur de Dracy-le-Fort et Saint-Huruge, puis sa fille Françoise de Traves, x 1540 François d'Amanzé seigneur de Chauffailles (1510-† v. 1588)
- ... et des descendants des Pot : Guy Pot, frère cadet de Philippe ci-dessus, † 1495/1510, puis ses enfants René, mort sans postérité 1502/1503, et Anne Pot, † 1510, femme de Guillaume de Montmorency en 1484 : parents du connétable Anne et de François de Montmorency, † 1551, seigneur de Givry et de La Roche-Pot[RH 3]
- ... sans oublier Jean de Vienne de Ruffé/Ruffey, gouverneur du Bourbonnais, chevalier du Saint-Esprit (1584), baron de Givry-en-Chalonnais (avec Courtiambles et Poncey), qui lutte en Livradois contre le capitaine huguenot Merle en 1577, fl. 1577, 1582 : probablement Jean, fils de François (1519-1559) et frère puîné d'Antoine de Vienne de Ruffey, né en 1547, sans postérité, qui descendait des Jaucourt de Dinteville et d'Agnès de Cortiamble de Commarin ci-dessus ?
- de surcroît, de nombreux autres seigneurs apparaissent, le morcellement de la seigneurie s'accélérant aussi par des ventes/acquisitions. Ainsi... Jean Foucault, bourgeois de Chalon et seigneur de Saint-Germain-du-Plain est cité comme coseigneur de Givry en 1535, père de Marguerite Foucault, x Jean Baillet, président au Parlement de Bourgogne, co-seigneur de Givry en 1541-1545, d'où probablement Philiberte Baillet, fl. 1571, dame de La Villeneuve-lès-Seurre, x Hugues Le Marlet, bailli de Dijon, seigneur de Ternant et d'Is, fl. 1565, parents de Jeanne Le Marlet, x 1566 Charles de Stainville, seigneur de Pouilly
- ou ... Claude de Bauffremont (1542-1596), baron de Sennecey, bailli de Chalon et gouverneur d'Auxonne, qui achète la « terre de Givry » en 1559, x 1571 Marie de Brichanteau, d'où Henri de Bauffremont, † 1622, x 1607 Marie-Catherine de La Rochefoucauld, duchesse de Randan, petite-nièce de François comte de Roucy : parents de Claude-Charles-Roger et de Marie-Claire de Bauffremont (1618-1680), duchesse de Randan et marquise de Sennecey, x 1637 Jean-Baptiste-Gaston Ier de Foix-Candale,† 1646 : parents de Jean-Baptiste-Gaston II (1638-1665) et d'Henri-François de Foix-Candale (1640-1714), duc de Randan, qui vend en 1714 ses seigneuries de Givry (avec Cortiamble et Russilly) et Dracy à Abraham Quarré, contre 95 000 livres
- la postérité d'Abraham Quarré (fils de Jean Quarré, lui-même fils de Claude Quarré x Philiberte Perrault, la sœur du président Jean Perrault, vers 1604-1681, seigneur de Chagny), parlementaire, fl. 1714, 1727, assume la baronnie de Givry (avec Cortiambles, Poncey, Russilly) au XVIIIe siècle : ses fils Jean (fl. 1740, † 1760, parlementaire) et André-Louis (fl. 1763, chevalier de Saint-Louis) ; jusqu'à Marie-Andrée Quarré (x Etienne-Louis Champion de Nansouty, parlementaire, † 1785, avec postérité). Mais arrive la Révolution...

### Époque contemporaine

#### XIXesiècle
Sous l'Empire, Givry possède environ 350 hectares de vignes. La halle ronde est édifiée de 1825 à 1830. C'est peu après, en 1833, que fut fondée la Société des vignerons de Russily (hameau de Givry), société de secours mutuels dont la bannière (mêlant laine et soie tissées), inscrite MH le 14 mars 2002, est conservée par la commune en mairie.
À la fin du XIXe siècle, alors que les vins de la Côte chalonnaise sont déjà très estimés par les experts, la crise du phylloxéra ruine le vignoble. Les ceps malades sont arrachés. On replante des plants américains résistants, sur lesquels sont greffés les cépages bourguignons.
Givry (près du hameau de Russilly, à 446 mètres d'altitude) disposa durant toute la première moitié du XIXe siècle d'une station (ou poste télégraphique aérien) du télégraphe Chappe implantée le long de l'« embranchement » reliant Chalon-sur-Saône à la ligne Paris-Toulon, installation qui cessa de fonctionner en 1853, remplacée par la télégraphie électrique.

#### XXesiècle

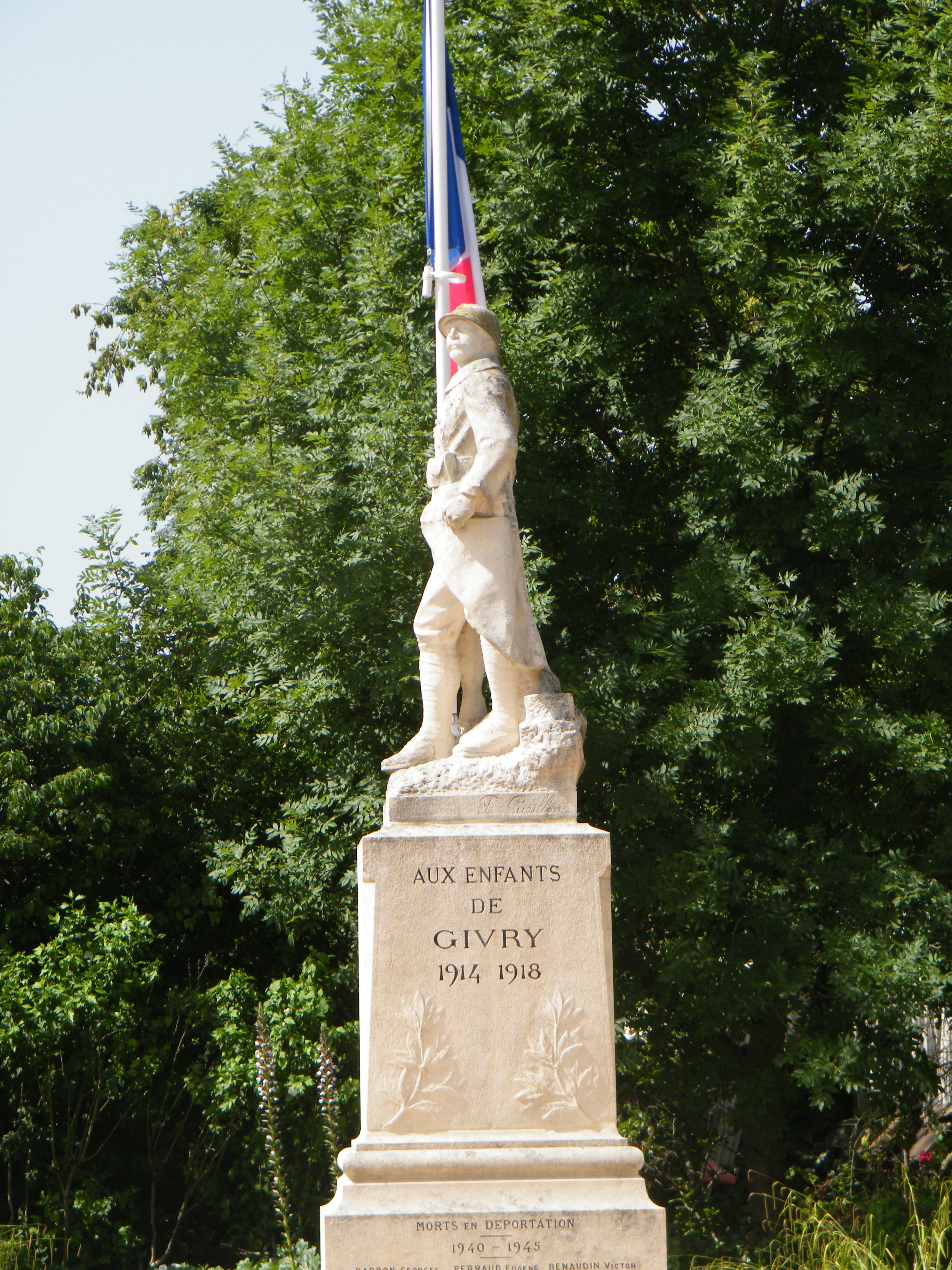
Le monument aux morts.

Lors de la libération de la France pendant la Seconde Guerre mondiale, à partir du 3 septembre 1944, les Allemands se retranchent sur Givry et le 5 septembre, des combats ont lieu entre alliés et soldats de la Wehrmacht. Léocadie Czyz, une jeune Polonaise, parvient à passer cette ligne de combat et atteint Saint-Gengoux-le-National. Là-bas, elle prévient le capitaine Oster et lui fournit des renseignements sur les nids de résistance ennemie, ainsi que leurs itinéraires d'accès. Les Alliés, grâce à ces précieux renseignements, battent les Allemands et libèrent Givry.
La qualité des vins est reconnue par l'attribution de l'Appellation d'origine contrôlée (AOC) : Givry en 1946 et Bourgogne-Côte chalonnaise en 1990.
En septembre 1982, Givry s'est dotée d'une société savante : la Société d'histoire naturelle de Givry, qui édite un bulletin périodique intitulé La Chaume.

## Politique et administration

### Canton et intercommunalité
La commune est chef-lieu d'un canton, comptant 12 057 habitants en 2007. Pierre Voarick en est conseiller général depuis 1998. En intercommunalité, Givry fait partie du Grand Chalon.

### Tendances politiques et résultats
Givry est une commune qui vote à droite dans beaucoup d'élections. Depuis 1997, celle-ci est arrivée en tête dans quinze scrutins et la gauche cinq,,,,,,,,,,,,,,,,,,. En 2008, lors des élections municipales, la gauche (Daniel Villeret) l'emporte malgré l'égalité des voix avec la droite (Philippe Cherpion), mais gagnante au bénéfice de l'âge moyen de la liste. Cette victoire dans ce bastion historique de la droite, est en partie due à une désunion de la droite avec deux listes au premier tour. Mais en 2014, la droite avec Juliette Méténier-Dupont en tête de liste, remporte les élections municipales (60,93 %) contre le maire sortant (39,07 %).

### Administration municipale
Givry dépend de la sous-préfecture de Saône-et-Loire à Chalon-sur-Saône. Le conseil municipal est composé de 27 membres, conformément à l’article L2121-2 du Code général des collectivités territoriales. À l'issue des élections municipales de 2020, Sébastien Ragot est élu maire de la commune avant une scission au sein de sa majorité trois ans et demi plus tard, entraînant une dissolution du conseil et une élection intermédiaire, que remporte son ancien adjoint Giovanni Lanni.

### Liste des maires
| Période | Période | Identité      | Étiquette | Qualité |
| ------- | ------- | ------------- | --------- | ------- |
| 1799    | 1821    | P.J. Brest    |           |         |
| 1821    | 1830    | L. Dupuis     |           |         |
| 1830    | 1832    | G. Daumas     |           |         |
| 1832    | 1840    | J.B. Prat     |           |         |
| 1840    | 1851    | F.X. Daumas   |           |         |
| 1851    | 1852    | B.A. Adenot   |           |         |
| 1852    | 1854    | F.X. Daumas   |           |         |
| 1854    | 1869    | B.A. Perrault |           |         |
| 1869    | 1870    | E. Meulien    |           |         |
| 1870    | 1879    | F. Vachet     |           |         |
| 1879    | 1908    | J.B. Limonier |           |         |
| 1908    | 1930    | A. Mangematin |           |         |
| 1930    | 1939    | F. Bulle      |           |         |

| Période                                  | Période      | Identité                 | Étiquette   | Qualité                                                                             |
| ---------------------------------------- | ------------ | ------------------------ | ----------- | ----------------------------------------------------------------------------------- |
| 1945                                     |              | G. Tremeau               |             |                                                                                     |
| 1946                                     | mars 1959    | François Bulle           | RPF puis RI | Propriétaire Conseiller général de Givry (1945 → 1959)                              |
| mars 1959                                | 1979         | Jean-Baptiste Farizy     | DVD         | Conseiller général de Givry (1960 → 1973) Décédé en fonction                        |
| 1979                                     | mars 1983    | A. Perroux               |             |                                                                                     |
| mars 1983                                | janvier 1984 | A. Lumpp                 | SE          |                                                                                     |
| mars 1984                                | avril 1985   | Francis Barjon           | DVD         | Élu à la suite d'une élection municipale partielle Décédé en fonction               |
| mai 1985                                 | mars 2001    | Maurice Moreau           | DVD         |                                                                                     |
| mars 2001                                | mars 2008    | Patrick Savoy            | UMP         |                                                                                     |
| mars 2008                                | mars 2014    | Daniel Villeret          | PS          | Ingénieur                                                                           |
| mars 2014                                | mai 2020     | Juliette Métenier-Dupont | DVD         | Gérante d'entreprise Vice-présidente du Grand Chalon                                |
| mai 2020                                 | février 2024 | Sébastien Ragot          | DVD         | Avocat, enseignant, ancien 1er adjoint Vice-président du Grand Chalon               |
| février 2024                             | En cours     | Giovanni Lanni           | DIV         | Entrepreneur en maçonnerie, ancien adjoint Vice-président du Grand Chalon (2024 → ) |
| Les données manquantes sont à compléter. |              |                          |             |                                                                                     |

### Jumelages
Oppenheim (Allemagne).

## Équipements et services publics
On trouve à Givry une poste, trois banques, un office du tourisme (nommé « Office du Tourisme Givry-Côte chalonnaise »), une médiathèque, une gendarmerie, un centre d'incendie et de secours (pompiers).

### Eau et déchets
La commune est alimentée en eau potable par 7 puits situés sur la commune de Varennes-le-Grand, exploités par le syndicat des eaux du Sud-Ouest chalonnais dont la gestion est déléguée à Suez.
La commune dispose d'une station d'épuration située rue de la Saulgeot, à l'est de l'agglomération. Elle a été redimensionnée et mise aux normes en 2011.
La communauté d'agglomération du Grand Chalon gère la collecte des ordures ménagères de la commune. Depuis septembre 2024, elle a lieu le lundi, alternativement les bacs jaunes (emballages) et les bacs verts (autres ordures). La commune dépend de la déchetterie de l'Ouest chalonnais située sur la zone industrielle de La Garenne à Chatenoy-le-Royal, également sous la direction du Grand Chalon.

### Espaces publics
La commune dispose de deux parcs municipaux : le parc d'Oppenheim (près de la Salle des fêtes), avec une aire de jeux pour enfants et le parc Georges Laporte (derrière la Mairie). Elle dispose également de cinq salles municipales.

### Enseignement

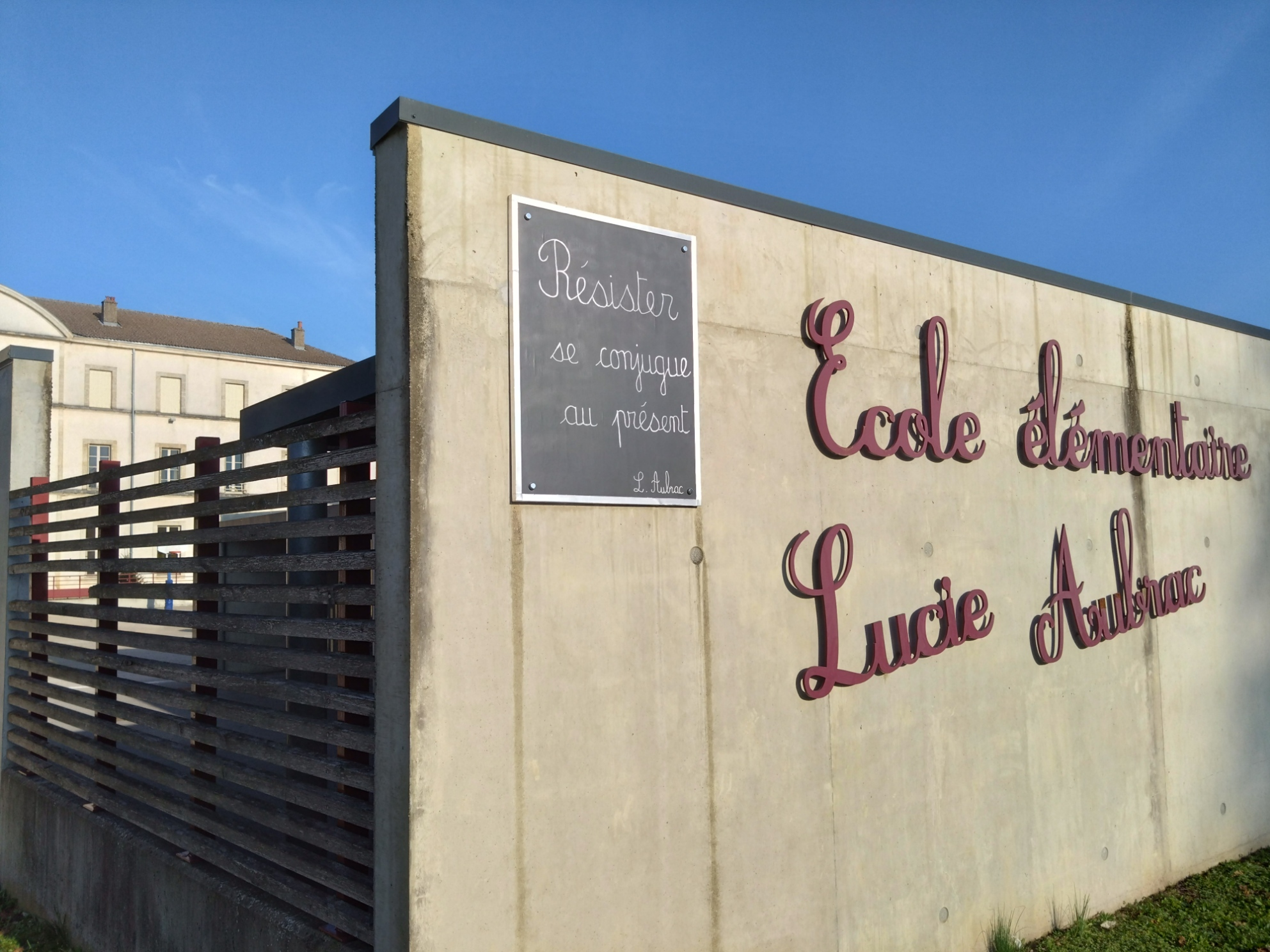
École élémentaire Lucie Aubrac.

La commune de Givry est située dans l'académie de Dijon. Les enfants givrotins, peuvent faire leurs premières années d'études dans l'enseignement public grâce à l'école maternelle Léocadie-Czyz, à l'école élémentaire Lucie-Aubrac (en référence à la célèbre résistante française originaire de Saône-et-Loire), et au collège le Petit-Prétan. L'enseignement privé est quant à lui représenté par l'établissement Notre-Dame-de-Varanges (niveau maternel, primaire et collège). Les lycées les plus proches sont à Chalon-sur-Saône.

### Santé
La commune dispose d'une maison médicale et d'une pharmacie. L'hôpital le plus proche est le centre hospitalier William-Morey à Chalon-sur-Saône. Les praticiens suivants exercent dans la commune : cinq médecins, un chirurgien-urologue, trois dentistes, trois gynécologues, trois infirmières, trois kinésithérapeutes, un orthophoniste, un psychologue, un sophrologue-graphologue et une vétérinaire.

### Établissements sociaux ou médico-sociaux
- Résidence autonomie « Aux 7 Fontaines », construite en 1988. Elle accueille des personnes âgées de plus de 60 ans et est gérée par le Centre communal d’action sociale ;
- Foyer d'accueil pour adultes handicapés « Marie-José Marchand ».

### Justice, sécurité, secours et défense
Dans le domaine judiciaire, la commune dépend aussi de la commune de Chalon-sur-Saône, qui possède un tribunal d'instance, un tribunal de grande instance, un tribunal de commerce ainsi qu'un conseil des prud'hommes. Pour le deuxième degré de juridiction, elle dépend de la cour d'appel et la cour administrative d'appel de Dijon.

## Population et société

### Démographie

#### Évolution démographique

##### Registre paroissial de Givry
Givry conserve le plus vieil « registre paroissial » de France. Ce livre à mi-chemin entre un livre de comptes et un registre paroissial, tenu par les prêtres du lieu, répertorie les redevances, baptêmes, mariages et sépultures entre 1334 et 1357 (ainsi que les sommes encaissées lors de ces cérémonies),,. Celui-ci est déposé à l’Hôtel de ville.
Le registre se présente sous la forme d'un volume de forme oblongue de 26,5 × 11 cm de large, composé de dix cahiers de papiers dont certains filigranés. Les quatorze premiers folios, contiennent les comptes du receveur du curé de Givry pour l'an 1336, et évoquent des redevances en seigle, froment, avoine, gélines, vin ou argent des divers hameaux de Givry et de sept autres localités. Les folios 15 à 42 contiennent un censier établi en 1303, recensant les redevances dues à l'église de Givry, fait à la demande d'Henri, archiprêtre de Demigny et curé de Givry. À partir du folio 43 et jusqu'au 83, sont consignés les mariages, regroupés par période (de Pâques 1336 à Pâques 1357) et décès, le plus souvent avec une date précise (de février 1334 à novembre 1348). Les années ne se suivent pas en ordre chronologique, et plusieurs périodes sont manquantes. Le registre ne permet qu’une estimation grossière de la population.
Il renseigne particulièrement sur les ravages de la peste noire de 1348. Jusqu'en juillet 1348, quatre à cinq décès par mois au plus sont enregistrés, soit une trentaine par an mais on en compte 620 entre le 28 juillet et le 19 novembre 1348, soit autant de morts en quatre mois que pendant les vingt années précédentes. Le 10 septembre 1348, on compte vingt-quatre décès, presque autant qu’en une année. Plus aucun mariage n’est enregistré du début de l’épidémie jusqu'à la fin de l'année, alors qu'on en célèbre quarante-deux entre le 14 janvier et le 24 février 1349.

##### De 1793 à nos jours
L'évolution du nombre d'habitants est connue à travers les recensements de la population effectués dans la commune depuis 1793. Pour les communes de moins de 10 000 habitants, une enquête de recensement portant sur toute la population est réalisée tous les cinq ans, les populations de référence des années intermédiaires étant quant à elles estimées par interpolation ou extrapolation. Pour la commune, le premier recensement exhaustif entrant dans le cadre du nouveau dispositif a été réalisé en 2007.

En 2022, la commune comptait 3 623 habitants, en évolution de −1,87 % par rapport à 2016 (Saône-et-Loire : −1,06 %, France hors Mayotte : +2,11 %).
| 1793  | 1800  | 1806  | 1821  | 1831  | 1836  | 1841  | 1846  | 1851  |
| ----- | ----- | ----- | ----- | ----- | ----- | ----- | ----- | ----- |
| 2 692 | 2 582 | 2 644 | 2 648 | 2 694 | 2 901 | 2 938 | 2 906 | 3 071 |

| 1856  | 1861  | 1866  | 1872  | 1876  | 1881  | 1886  | 1891  | 1896  |
| ----- | ----- | ----- | ----- | ----- | ----- | ----- | ----- | ----- |
| 3 091 | 3 046 | 3 118 | 2 961 | 2 957 | 2 979 | 2 773 | 2 609 | 2 534 |

| 1901  | 1906  | 1911  | 1921  | 1926  | 1931  | 1936  | 1946  | 1954  |
| ----- | ----- | ----- | ----- | ----- | ----- | ----- | ----- | ----- |
| 2 616 | 2 418 | 2 160 | 1 992 | 1 905 | 1 946 | 1 899 | 1 870 | 2 065 |

| 1962  | 1968  | 1975  | 1982  | 1990  | 1999  | 2006  | 2007  | 2012  |
| ----- | ----- | ----- | ----- | ----- | ----- | ----- | ----- | ----- |
| 2 225 | 2 200 | 2 560 | 3 125 | 3 340 | 3 596 | 3 668 | 3 678 | 3 664 |

| 2017  | 2022  | - | - | - | - | - | - | - |
| ----- | ----- | - | - | - | - | - | - | - |
| 3 705 | 3 623 | - | - | - | - | - | - | - |

### Manifestations culturelles et festivités

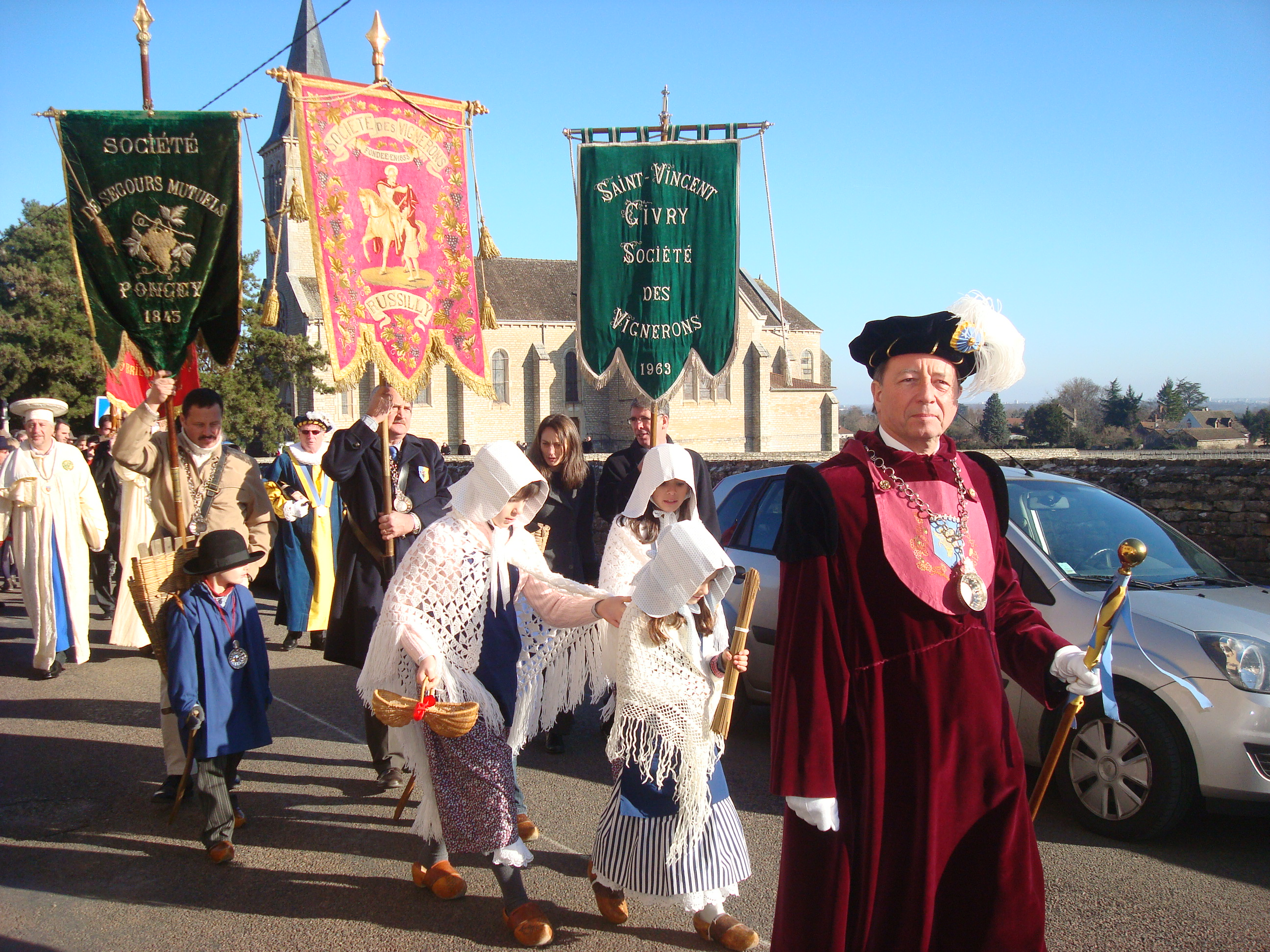
Défilé de la Saint-Vincent en 2012.

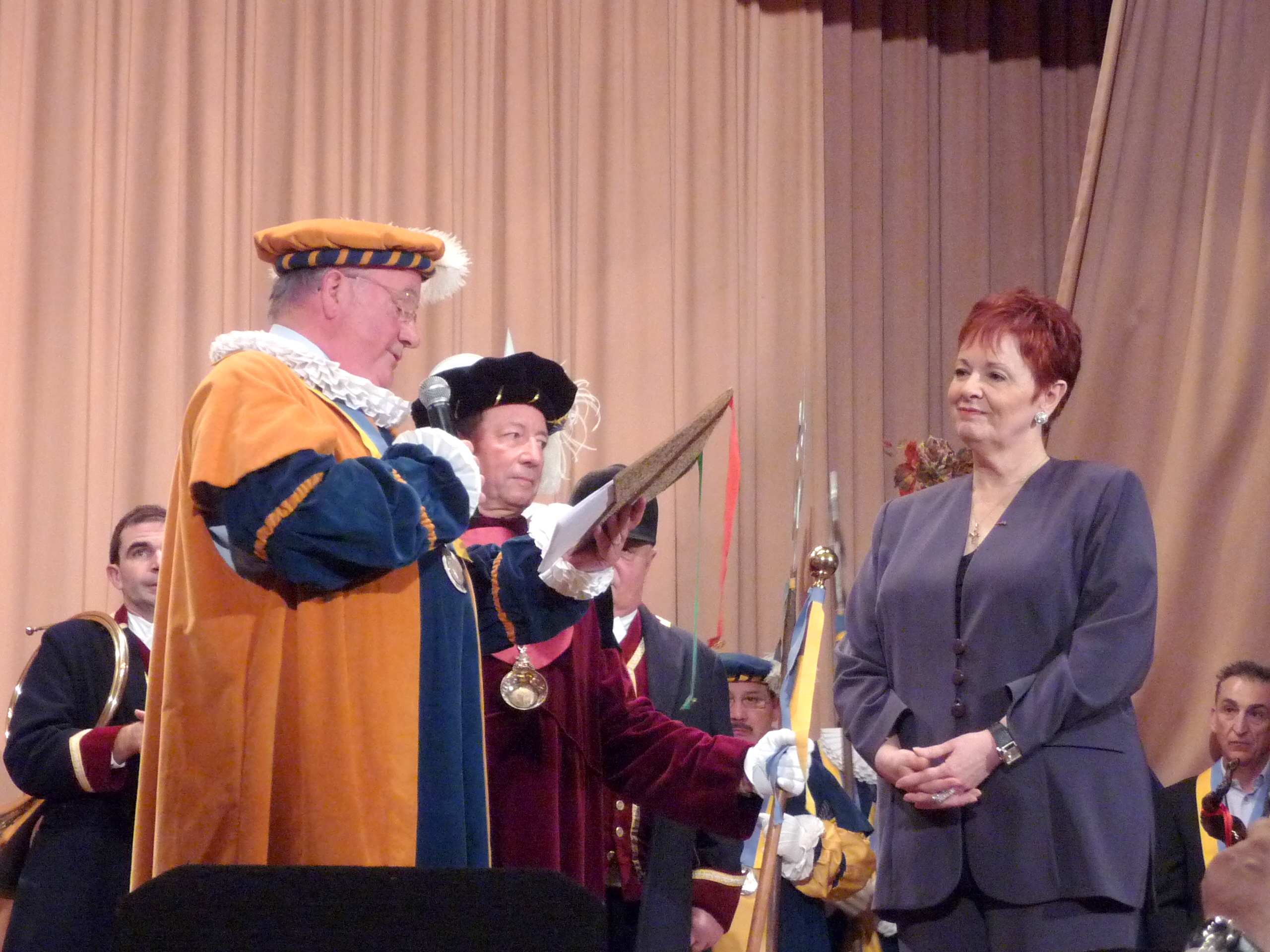
Fabienne Thibeault à la Saint-Vincent 2012.

- Un marché a lieu chaque jeudi matin sur la place d'Armes.
- Une brocante en plein air est organisée chaque premier dimanche du mois.
- La Halle ronde est devenue un lieu d'expositions d'art et de produits régionaux, pendant la période estivale.
- Le troisième week-end de janvier, on honore la Fête de la Saint-Vincent tournante avec la mise en place d'une messe, d'un apéritif dans un domaine viticole, la nomination d'un nouveau gardien de la statue de saint Vincent, puis d'un banquet à la salle des fêtes accompagnant l'intronisation des nouveaux chevaliers du cep d'Henri IV par la Confrérie des vignerons de Saint-Vincent.
- Le premier week-end d'avril, l'Union des producteurs des vins de Givry organise, à la Halle ronde, son traditionnel marché aux vins.
- Ce même week-end a lieu le Marathon des vins de la côte chalonnaise (1re édition le 1er avril 2017, 2e le 31 mars 2018).
- À la fin juin, le festival Les Musicaves allie les plaisirs de la musique aux saveurs de la gastronomie et de la dégustation de vins.
- Au terme du mois de juillet a lieu la fête champêtre de Russilly.
- Le premier week-end de septembre, durant deux jours, a lieu la fête de la vigne également nommée Givry en fête.

### Sports et loisirs
Le club de Twirling bâton, pompoms, danse moderne nommé le Givry Starlett Club, a décroché les titres de Champion d'Europe 2016 en grande junior (à Lignano Sabbiadoro en Italie) et de vice-champion 2014 en section junior (à Ostende en Belgique). Le club représente la France aux championnats du monde en Italie en avril 2015, en catégorie junior pompons (NBTA), pour obtenir une médaille de bronze (derrière les États-Unis et les Pays-Bas) à Udine et surtout trois ans plus tard une médaille d'argent à Lillehammer (Norvège). Le GSC décroche également en mai 2015, deux titres de champion de France en pompoms (minime et grande junior). Le club gagne également en 2016 puis en 2017 les titres de championne de France en pompoms grande junior (4e titre d'affilée) et grande minimes (3e titre d'affilée). En 2018, en championnat de France, les givrotines ramène trois titres nationaux en petite et grande minimes ainsi qu'en grande senior. En 2022, en championnat du monde à Eindhoven aux Pays-Bas, elles remportent la coupe de la première place.
À Givry sont également présents :
- un club de football, en entente depuis 2008 avec le village de Saint-Désert (nom : US Givry Saint-Désert); avec une équipe seniors évoluant en 2017-2018, en Départementale 3 du pays saônois (11e division nationale) pour l'équipe senior. Des équipes de jeunes existent également ;
- un club de rugby à XV (Rugby Club Givry), qui évolue en 2014-2015 en 1re série de Bourgogne ;
- un club de volley (Volley-Ball Givry Côte chalonnaise), qui a évolué quelques saisons en Nationale 3, à la fin des années 1990.

Les autres sports sont représentés par des clubs de tennis (Tennis-Club Givry), judo (Judo Club de Givry), VTT (VTT Givry), badminton (Badminton Givry Club), aïkido (Givry Aïkido), boxe (Givry Boxe Thai Boran) et cyclisme (David Angels). Il existe par ailleurs un acroparc et un parc de loisirs, dans la forêt de Givry.
La 6e étape du Tour de France 2007, entre Semur-en-Auxois et Bourg-en-Bresse, est passée par Givry le 13 juillet.

### Vie associative
Givry compte environ 80 associations, par exemple : A.G.L.A.E, Vinoscepo, l'Association des musiciens de Givry, le Comité de jumelage, le Comité des fêtes, le Foyer de l'Âge d'Or, l'Harmonie municipale, les Musicaves, Pêche et loisirs, l'Union des producteurs de Givry et syndicat…

### Cultes
Le culte catholique est exercé en alternance avec d'autres paroisses.
À Givry même, on décompte quatre églises :
- Saint-Pierre-Saint-Paul, au Bourg ;
- Saint-Martin (hameau de Poncey) ;
- Saint-Martin (hameau de Cortiambles) ;
- l'église de Russilly.

## Économie

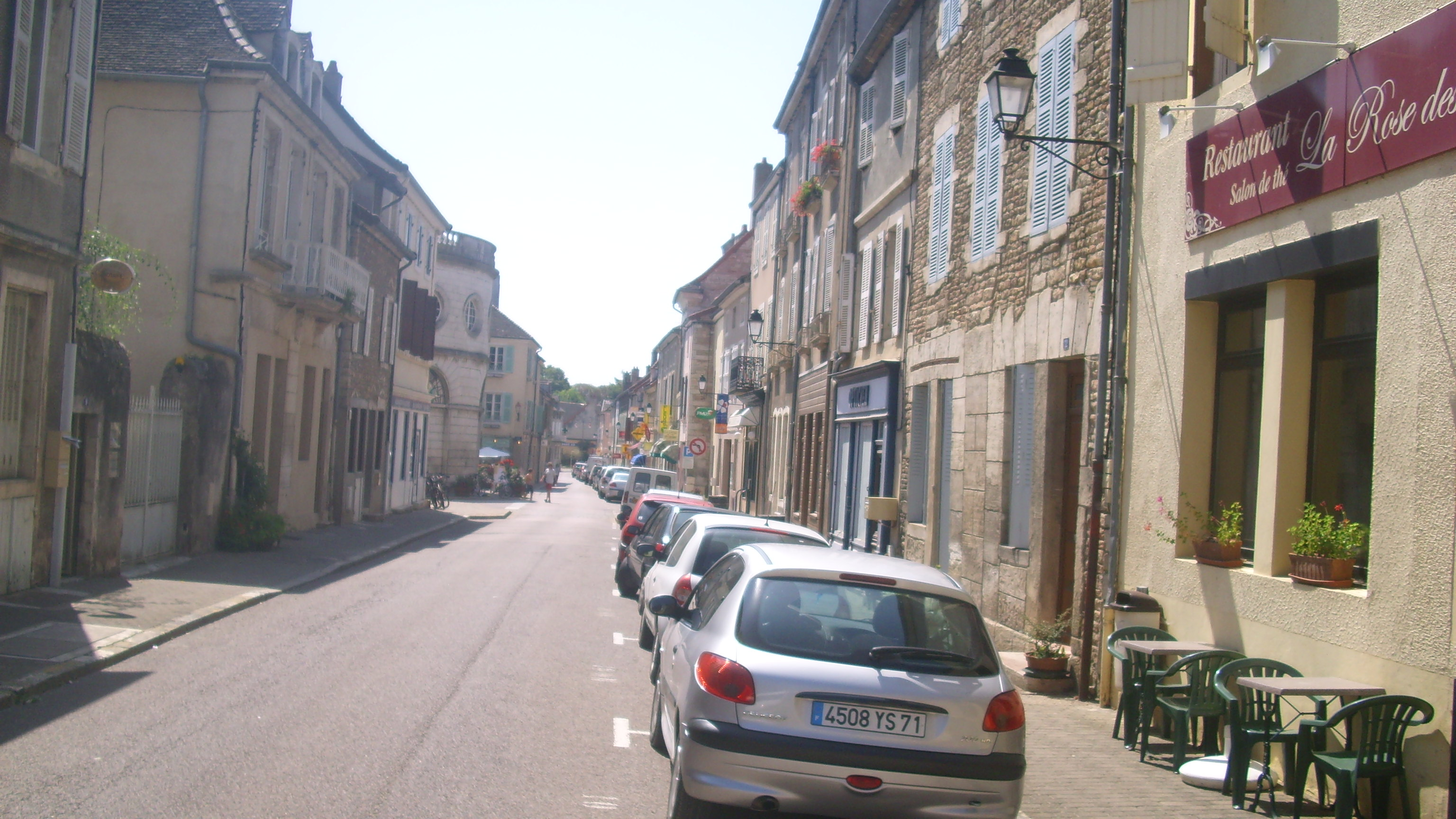
Rue de la République, dans le centre ville, en 2009.

La population de Givry augmente régulièrement, la commune étant un site résidentiel fort prisé.
Tournée vers le tourisme, la ville est traversée par la voie verte et offre de nombreux sentiers balisés. Le village compte plusieurs restaurants et bars, un supermarché, deux supérettes et des commerces de proximité divers. Des artisans et une scierie y sont aussi implantés. La viticulture amène aussi sa part à l'économie du village, avec un grand nombre de producteurs implantés sur la commune.

### Vignoble

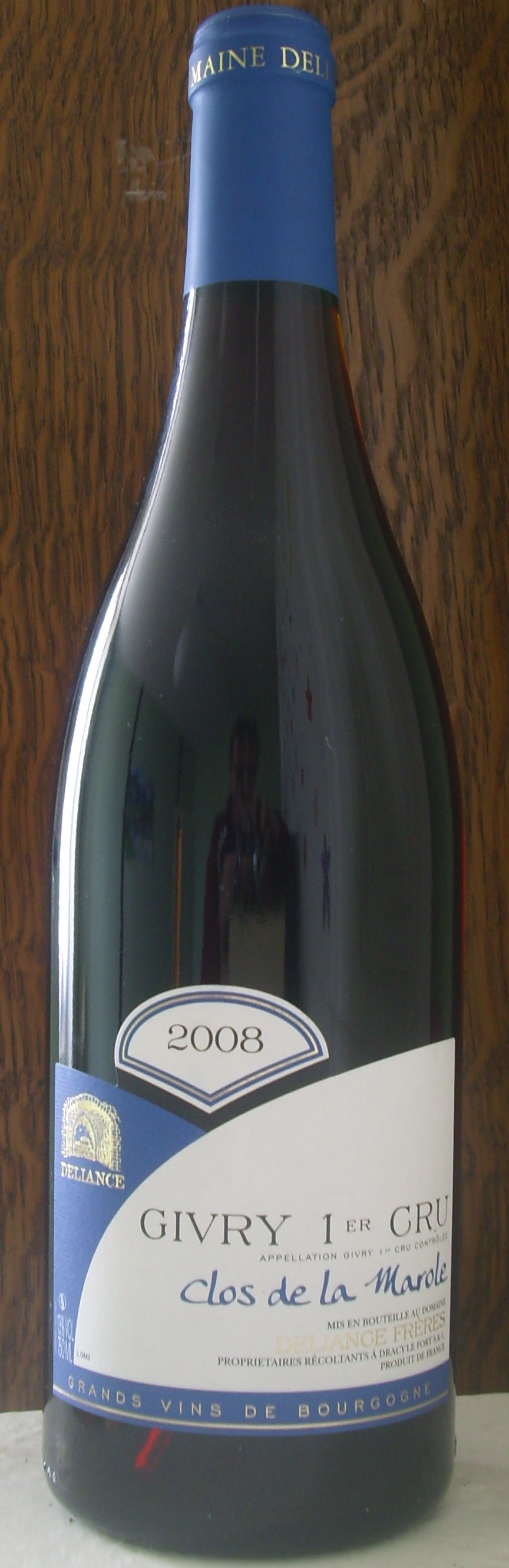
Bouteille de Givry.

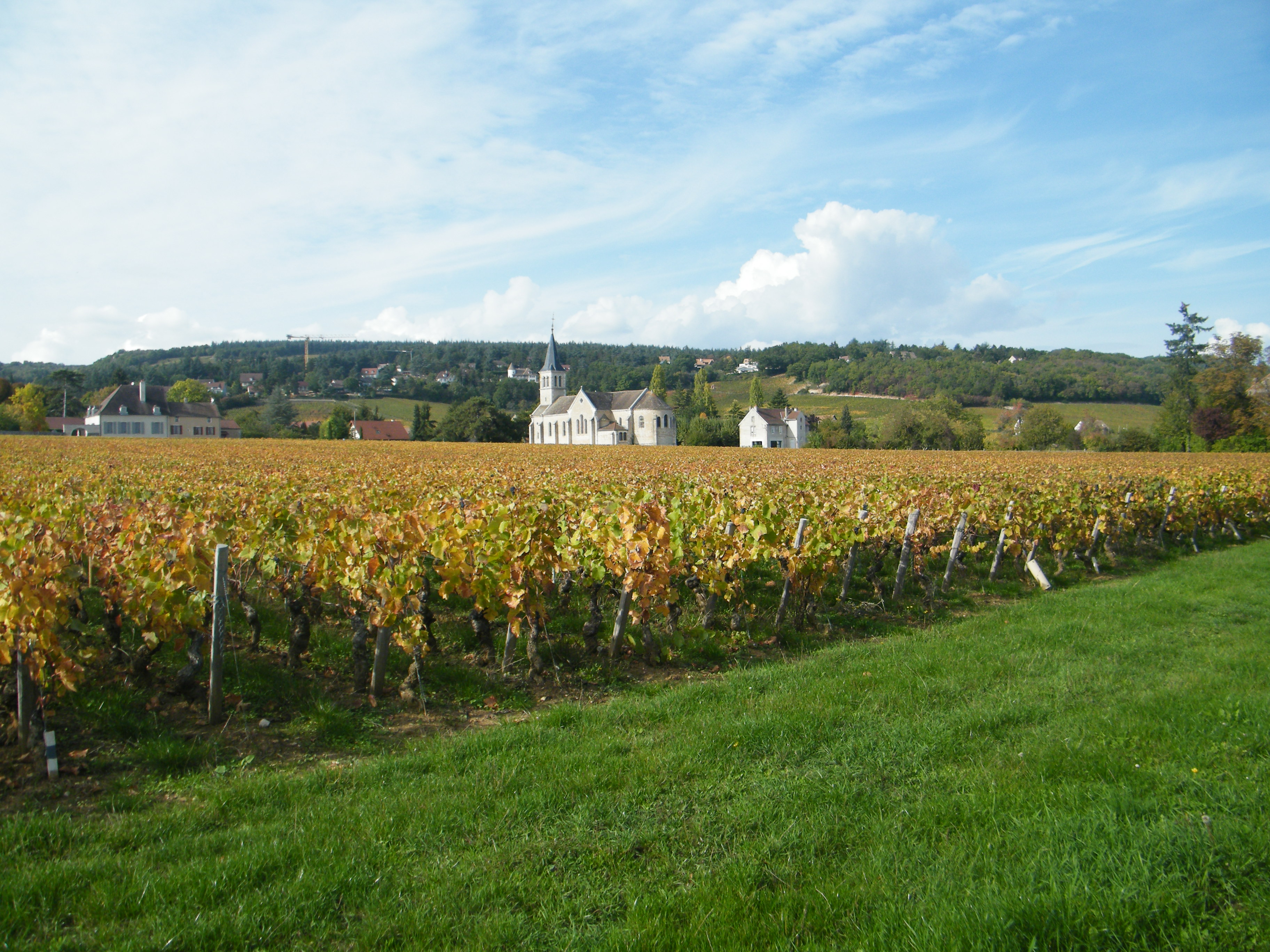
Église de Poncey.

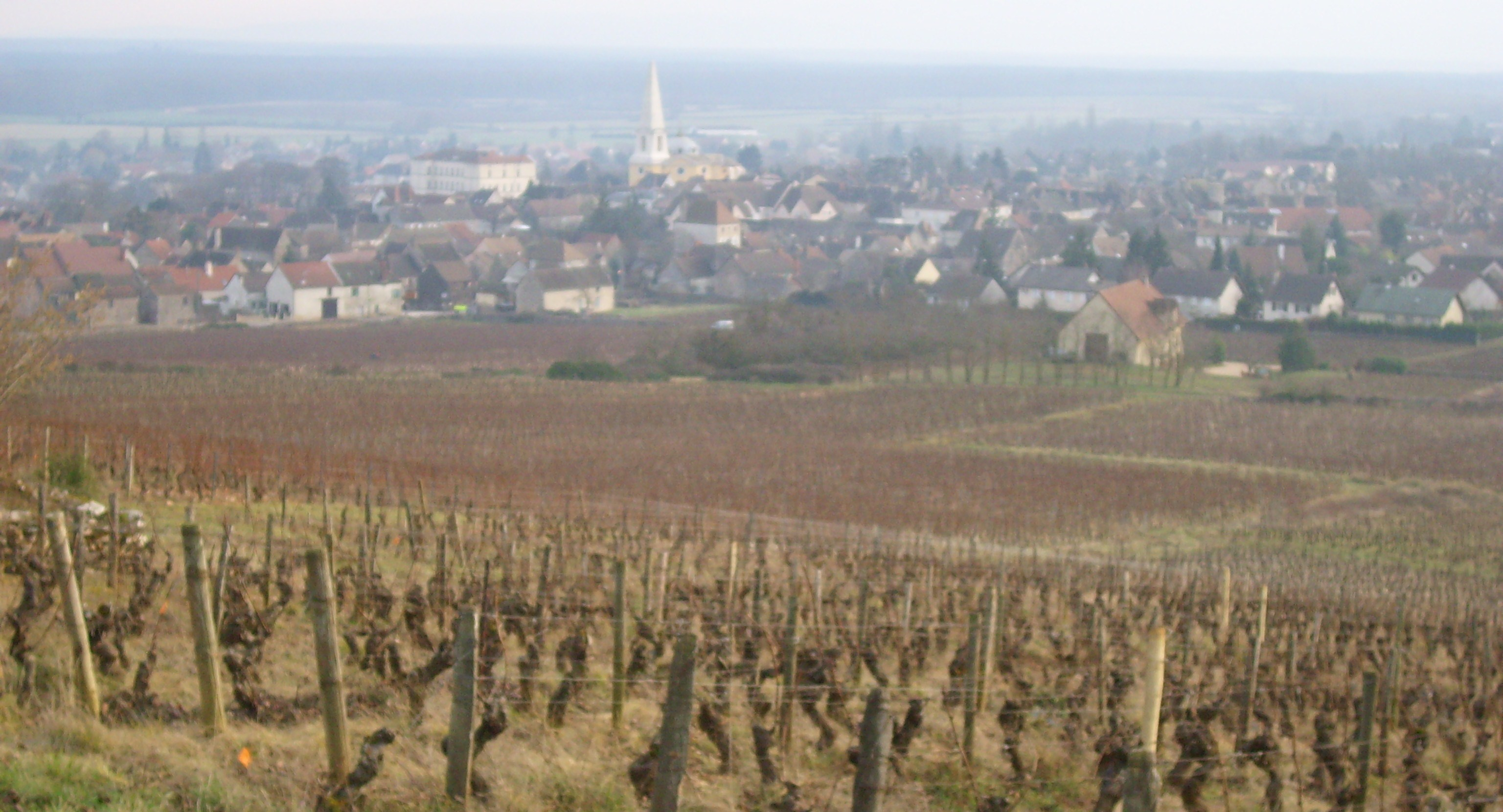
Vue de Givry et d'une partie du vignoble.

Les vignobles de la côte chalonnaise.

Le vin d'appellation Givry est l'un des fleurons de la côte chalonnaise. Le vin du terroir givrotin est particulièrement connu pour la faveur dont il jouissait auprès de l'illustre roi de France et de Navarre Henri IV.
Sur cette superficie, on trouve :
- 224 hectares de vins rouges[RP 8] ;
- 41 hectares de vins blancs[RP 8].

Pour la proportion appellation « Villages/1er Cru » :
- Premiers Crus : 110 hectares dont 100 hectares de vins rouges et 10 hectares de vins blancs[RP 8] ;
- Villages : 155 hectares dont 120 hectares de vins rouges et 35 hectares de vins blancs[RP 8].

Le terroir fournit essentiellement des vins rouges (pinot noir) mais les blancs (chardonnay), sont aussi bien présents. De l'harmonie entre climat, sols et cépages, sont issus des vins réputés.
Quantitativement, la production de Givry donne :
- 10 190 hectolitres de vins rouges, dont 4595 de premiers crus[21] ;
- 2 085 hectolitres de vins blancs, dont 470 de premiers crus[21].

Quelques producteurs de l'appellation : Domaine Joblot, Domaine François Lumpp, Domaine Pierre Ducret, Domaine Guillemette et Xavier Besson, Domaine Ragot, Domaine Desvignes, Le Clos Salomon, Domaine Michel Sarrazin et Fils, Domaine Tatraux, Domaine Parize, Domaine Vincent Lumpp, Domaine Mouton, Domaine Deliance...

## Culture locale et patrimoine

### Lieux et monuments

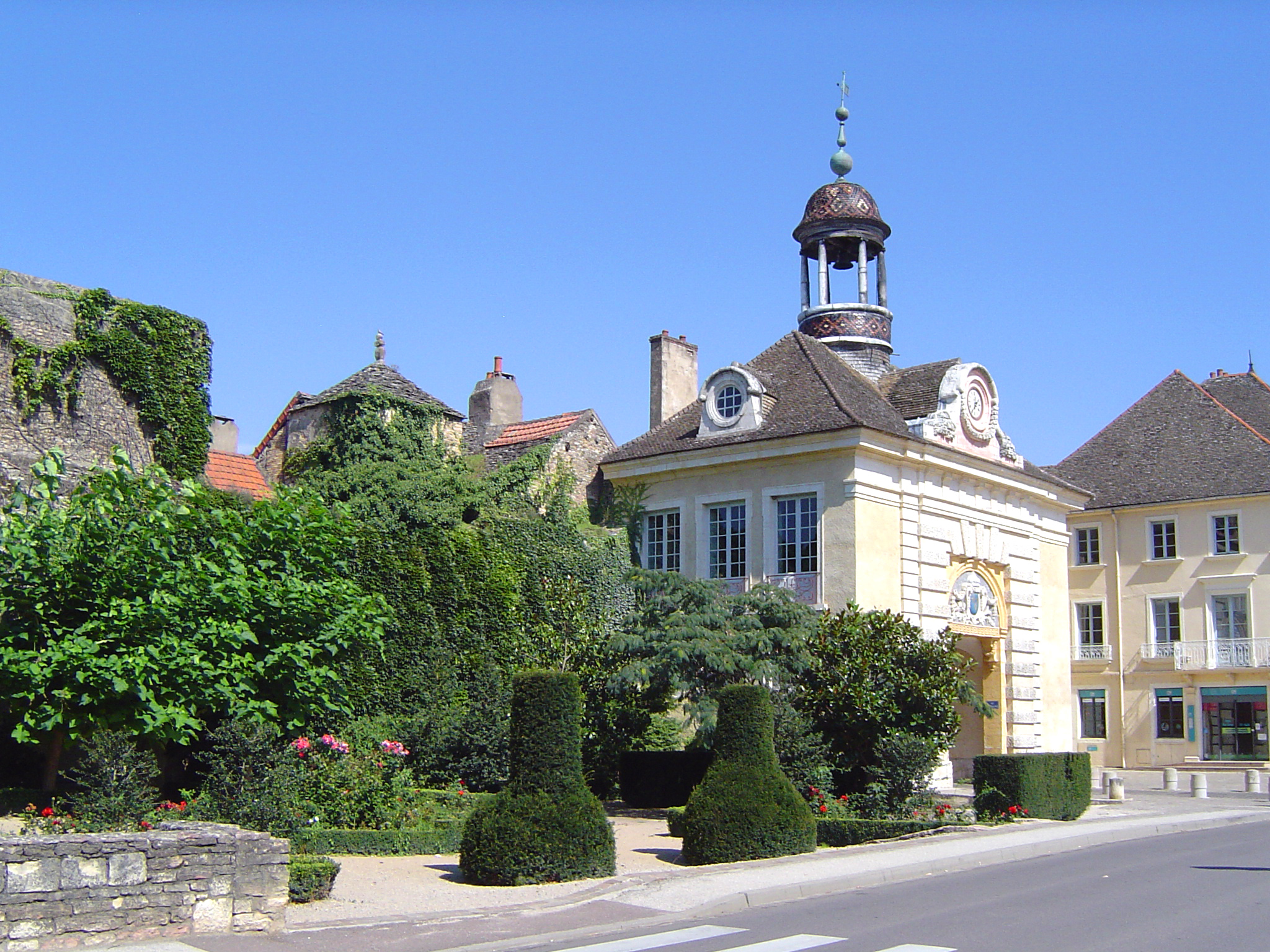
Ancien hôtel de ville.

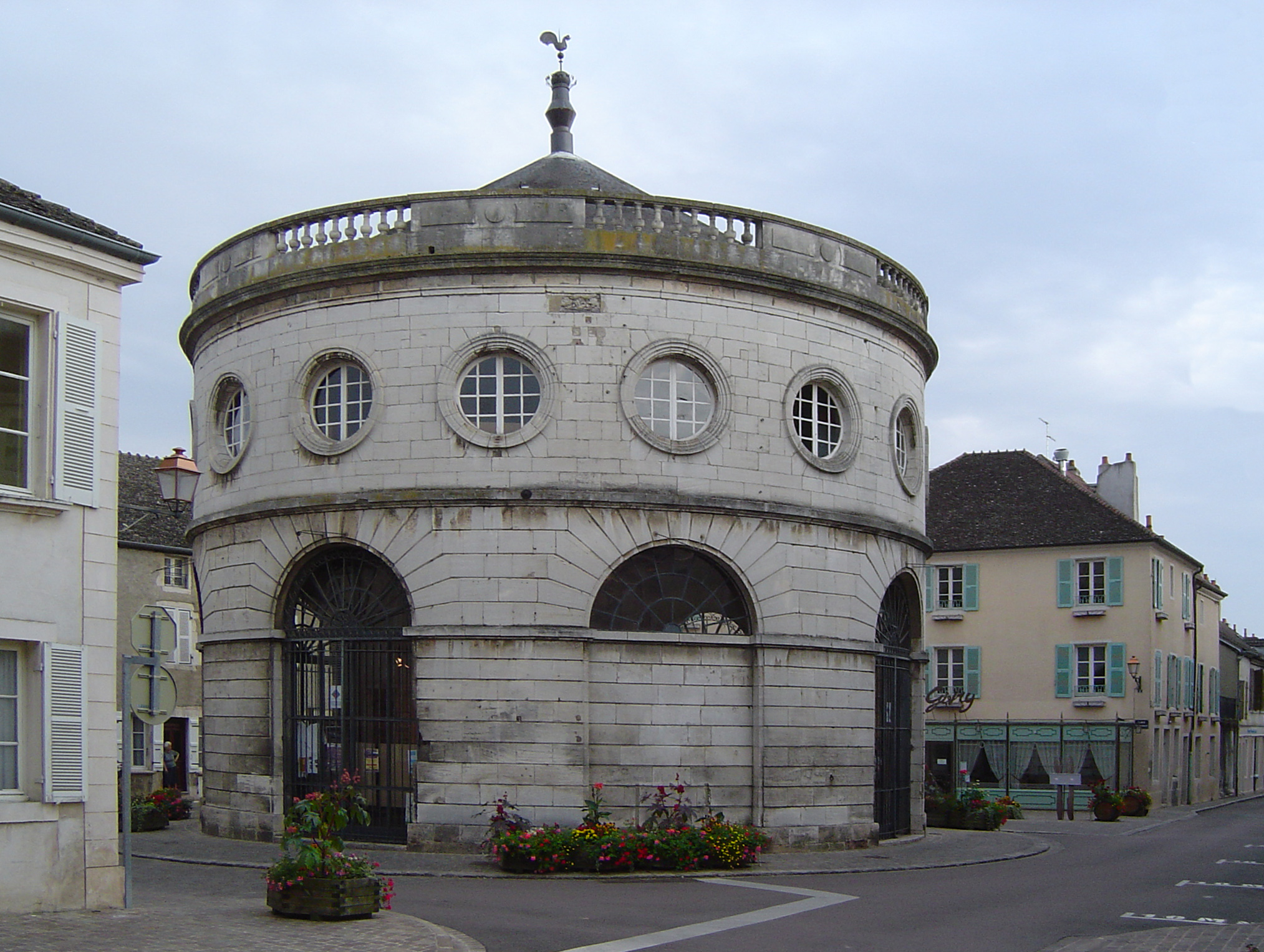
Halle ronde.

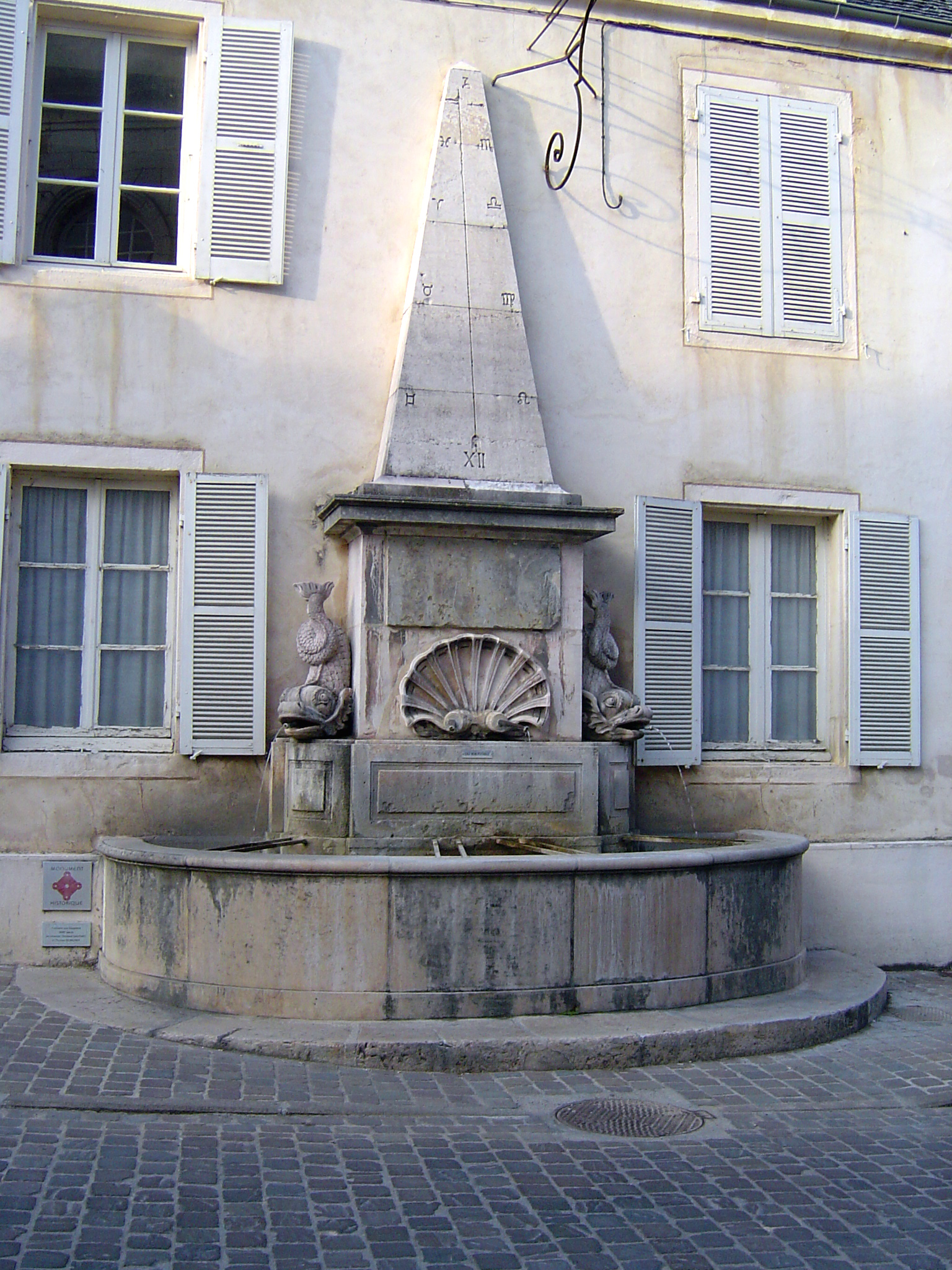
Fontaine aux Dauphins.

#### L'hôtel de ville
L'hôtel de ville est construit de 1759 à 1771 dans une ancienne porte de la ville, et est l'œuvre des célèbres ingénieurs chalonnais Émiland Gauthey et Thomas Dumorey. Classée depuis 1931, la mairie de Givry figure parmi les plus beaux hôtels de ville de France. À l’étage, se trouve la grande salle où se tenaient les assemblées communales. Malgré le déménagement de la mairie dans d'autres locaux, cette salle est toujours utilisée pour les réunions du conseil municipal et les célébrations de mariages. Givry possède un document exceptionnel, appelé « le plus vieil État-civil ou registre paroissial de France » (voir "Démographie - Le registre paroissial de Givry", plus haut).

#### L'église Saint-Pierre et Saint-Paul de Givry
L'église Saints-Pierre-et-Paul est située en dehors des remparts, sur l'emplacement d'une ancienne église qui s'écroulait au XVIIIe siècle. Elle est édifiée de 1772 à 1791 sous l'impulsion d'Émiland Gauthey (l'ingénieur, entre autres réalisations, du Canal du Centre reliant Chalon-sur-Saône à Digoin). Construite en pierre de Givry (rouge-rosé à l'extérieur et blanche à l'intérieur), l'église est orientée au sud, car les habitants voulaient une belle entrée sur la route. Elle apparaît comme un bâtiment peu commun, dans cette région où prédomine le style roman. Le néoclassicisme trouve ici sa pleine illustration à travers les formes pyramidales, frontons et coupoles. Le clocher, qui repose sur un simple porche carré, est percé de quatre ouvertures à colonnes avec, sur chaque face, un fronton circulaire, et porte trois cloches fondues en 1825, 1860 et 1869. Sa flèche pyramidale culmine à 47 mètres du sol.

#### L'église Saint-Martin de Cortiambles
De l'église Saint-Martin de Cortiambles, construite dans la 1re moitié du XIIe siècle dans le style roman, ne subsistent que deux travées : l'une qui supporte le clocher, et l'autre flanquée de deux chapelles ajoutées au XVe siècle par les seigneurs locaux. L'abside, la nef et la sacristie ont été démontées à la fin du XIXe siècle. La flèche du clocher, de forme pyramidale, culmine à 22 mètres au-dessus du chœur. Depuis 1997, année de la fondation de l'Association de sauvegarde de l'église de Cortiambles (ASDEC), cette ancienne église paroissiale des hameaux est en cours de restauration. Cet édifice est inscrit aux Monuments historiques depuis 1941.

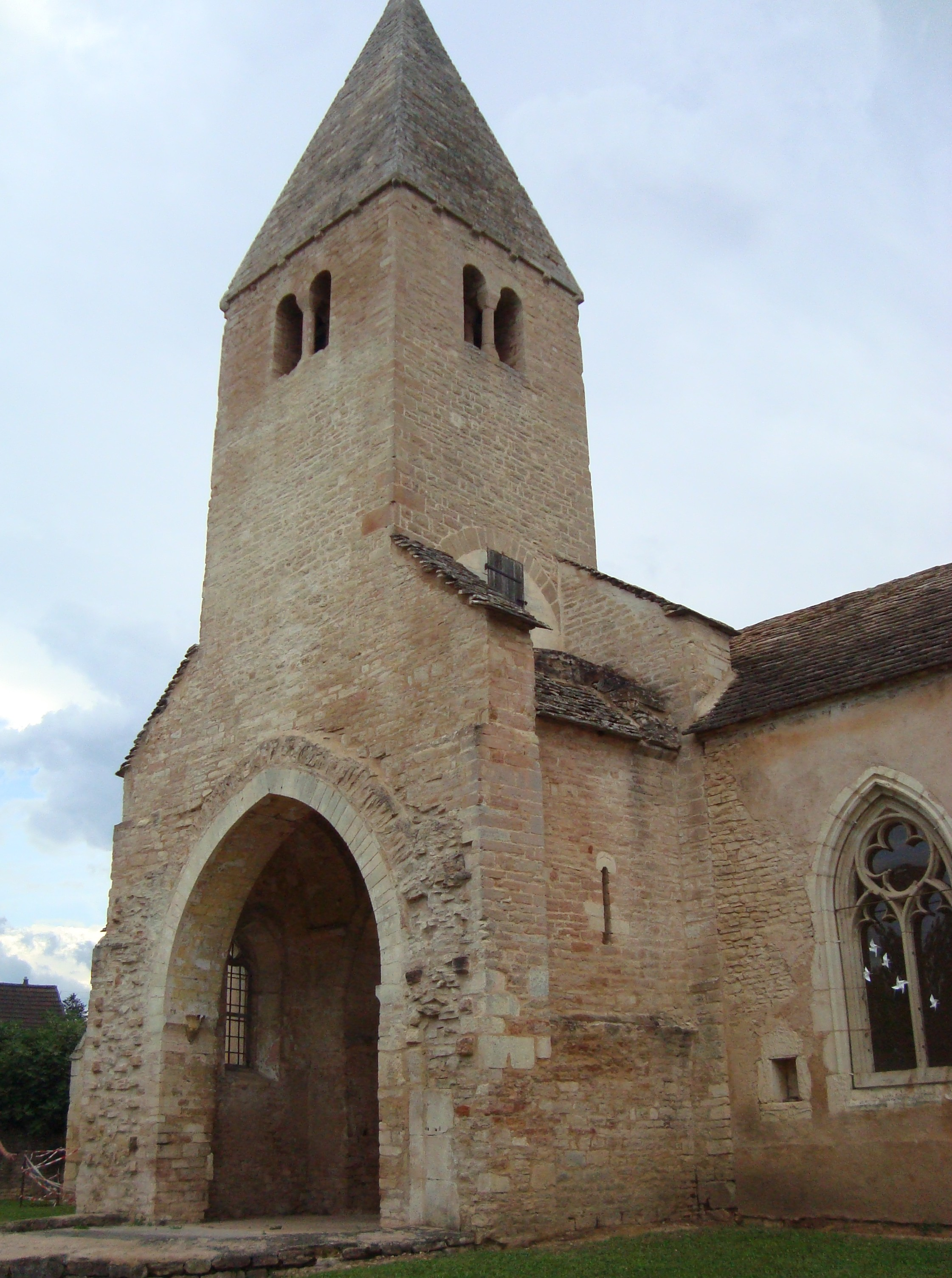
Église Saint-Martin de Cortiambles.

#### L'église de Russilly
L'église de Russilly qui date de 1768, n'est pas l'église primitive des lieux. Cette dernière se trouvait à 300 mètres à l'ouest du village. Aujourd'hui à l'emplacement de l'église primitive, se trouve la croix de l'ancienne église de Russilly. La structure actuelle de Russilly dispose d'un transept, voûté d'arêtes, et surmonté d'un petit clocher carré. Le chœur, plat, est voûté en berceau. À l'intérieur, des pierres tumulaires datent des XVIe, XVIIe et XVIIIe siècles. La couverture en laves a hélas été remplacée par des tuiles.

#### La halle ronde
La halle située au centre de la ville, est originellement un marché aux grains. Cet édifice de forme circulaire, dû à l'architecte chalonnais Lazare Narjoux (père de Félix), a été édifié de 1825 à 1830.

#### Fontaine aux Dauphins
À proximité de la Halle ronde, la fontaine aux Dauphins, également classée, n'a pris sa forme actuelle qu'en 1776, grâce au talent des architectes Gauthey et Dumorey. La vasque semi-circulaire, la coquille Saint-Jacques (de style Louis XV) et les deux dauphins, sont surmontés par une pyramide gravée de onze signes du zodiaque et d'une méridienne.
Une deuxième fontaine, la fontaine du dauphin (boulevard de Verdun), œuvre de Lazare Narjoux, a été édifiée en 1829.

#### Lavoir de Cortiambles

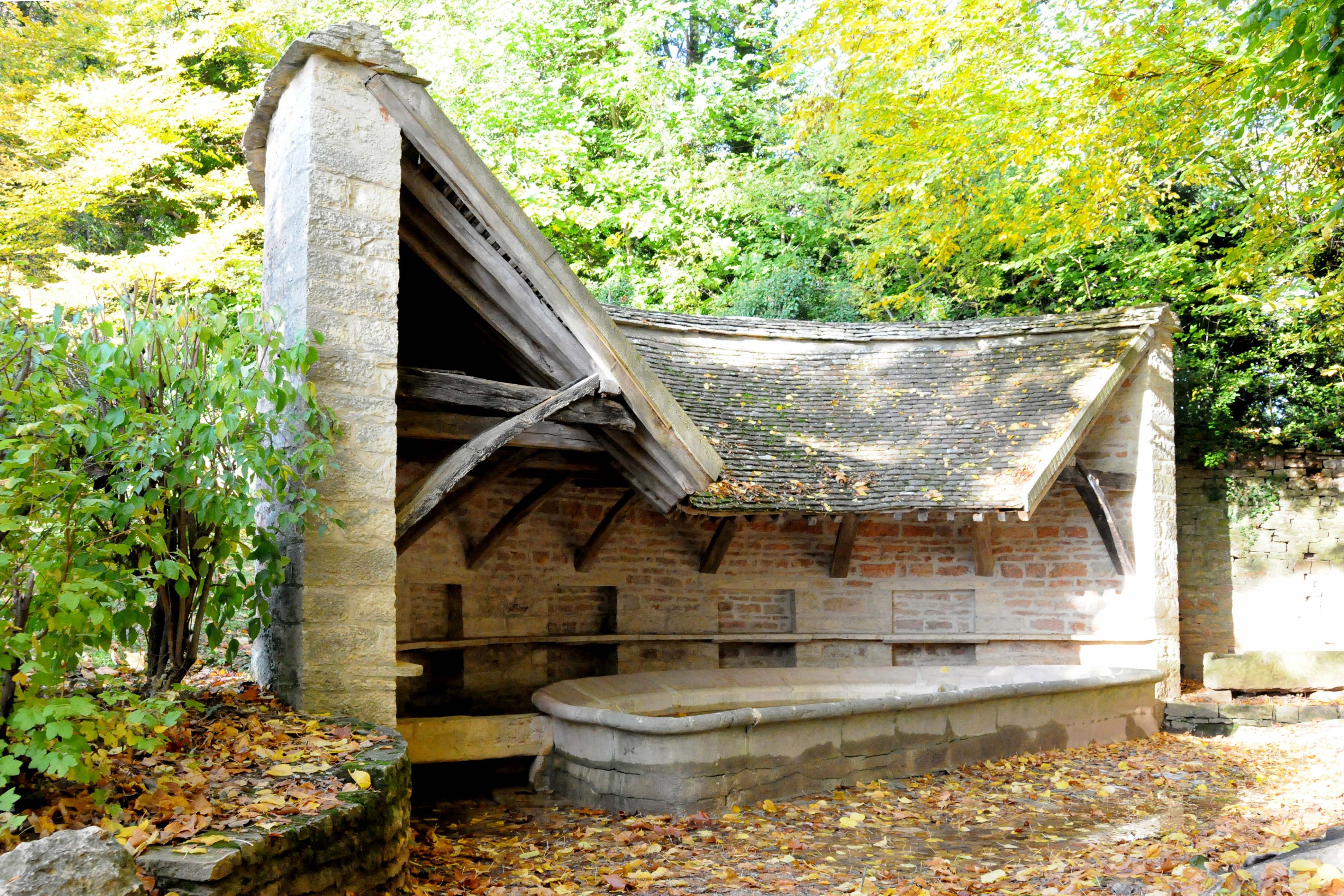
Lavoir à impluvium de Cortiambles.

À Cortiambles, on peut voir un lavoir à impluvium construit en 1829, classé Monuments historiques.

#### Autres

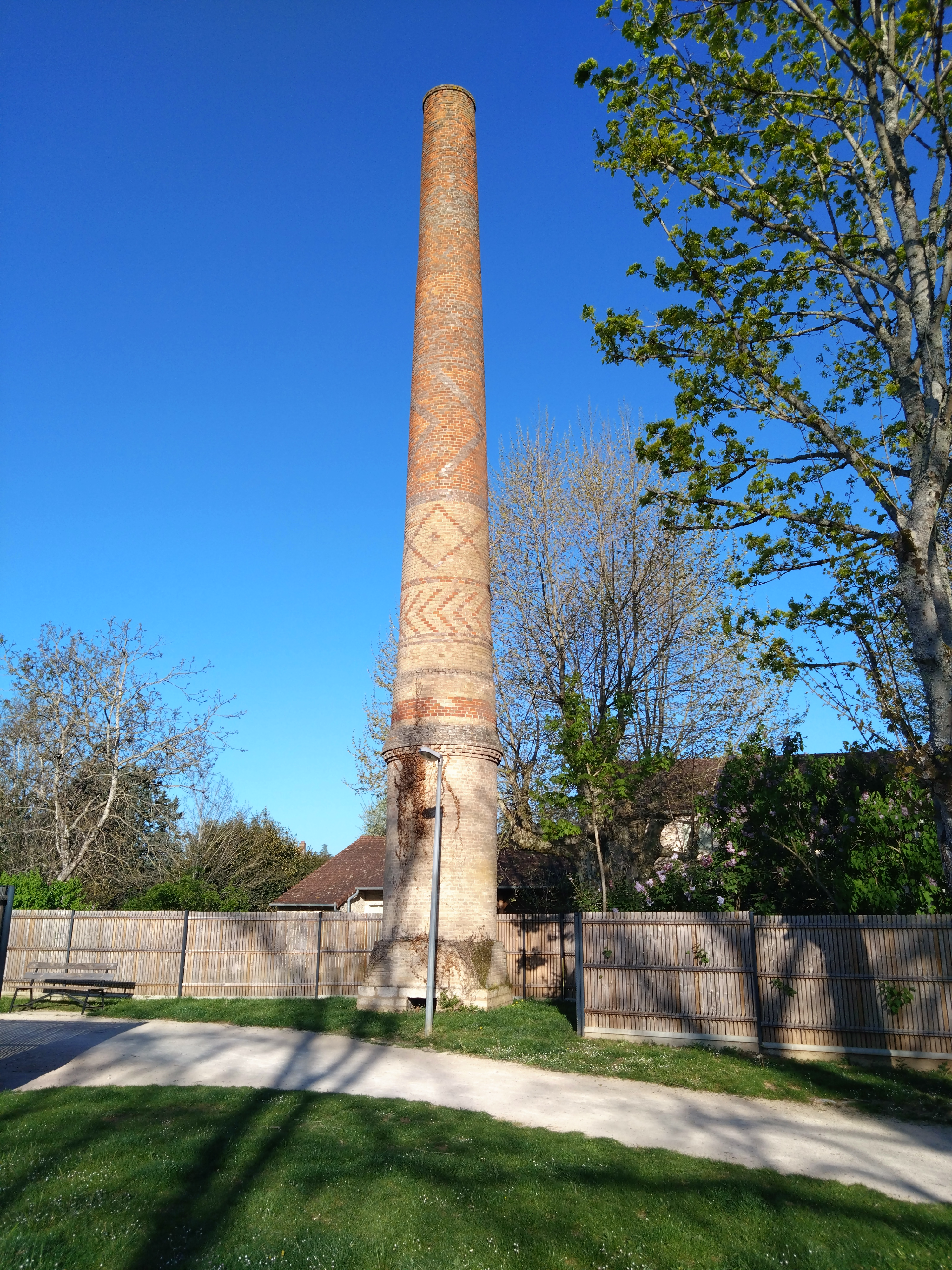
Ancienne cheminée industrielle décorée en briques, près de la gendarmerie

- Croix de Givry, croix monumentale du XVe siècle, monument historique.
- La maison forte de La Saulgeot (du XVIe siècle mais réaménagée à la fin du XVIIIe siècle), située à la lisière de la forêt domaniale de Givry, construite autour d'une cour intérieure et comprenant une tour-porche abritant un colombier de 1 000 boulins[42].
- À Russilly, on note la présence d'un four à pain (1829) à toit de laves, restauré en 1992.
- À Poncey, on peut admirer d’anciennes maisons de caractère du XVIIe siècle, ainsi qu’une église pittoresque entourée par les vignes.
- Allée Colonel Arnaud Beltrame, près de la gendarmerie, se dresse une ancienne cheminée industrielle d'une vingtaine de mètres de haut en briques, dont certaines vernissées laissent apparaître des motifs colorés. Aucune trace n'a été retrouvée de l'usine dont elle devait faire partie[43].
- Quelques cadoles en pierre sèches subsistent dans le vignoble à proximité de Russilly[44].

### Personnalités liées à la commune
- Henri IV : (1553-1610), roi de France et de Navarre, dont on dit que le vin de Givry était son préféré[RP 4]. Des commerces, des institutions ou des activités de la commune, portent son nom.
- Vivant Denon : Dominique Vivant, baron Denon (Givry 1747 - Paris 1825) : graveur, écrivain, administrateur et diplomate ; fut directeur général des Musées. Il est l'auteur du récit libertin Point de lendemain (1777).
- Marie Guillaume Daumas (1763-1838), général des armées de la République et de l'Empire.
- Vivant-Jean Brunet-Denon (Givry, 9 mai 1778 - Paris, 13 juillet 1866), neveu du précédent, général d'Empire et homme politique français du XIXe siècle.
- Louis Armand-Calliat, chercheur et conservateur à partir de 1934 du musée Vivant-Denon (Chalon-sur-Saône), mort à Givry, dans la maison familiale du Meix, le 27 juin 1966[RP 9].
- Léocadie Czyz : jeune Polonaise, figure de la libération de Givry lors de la Seconde Guerre mondiale, le 5 septembre 1944[45].
- Georges Laporte (1926-2000), peintre, lithographe et illustrateur français, a vécu à Givry.
- Germain Louvet (1993- ), danseur étoile, est originaire de Givry.
- Louis Louvet (1997- ), coureur cycliste et frère du précédent, est originaire de Givry.

### Héraldique

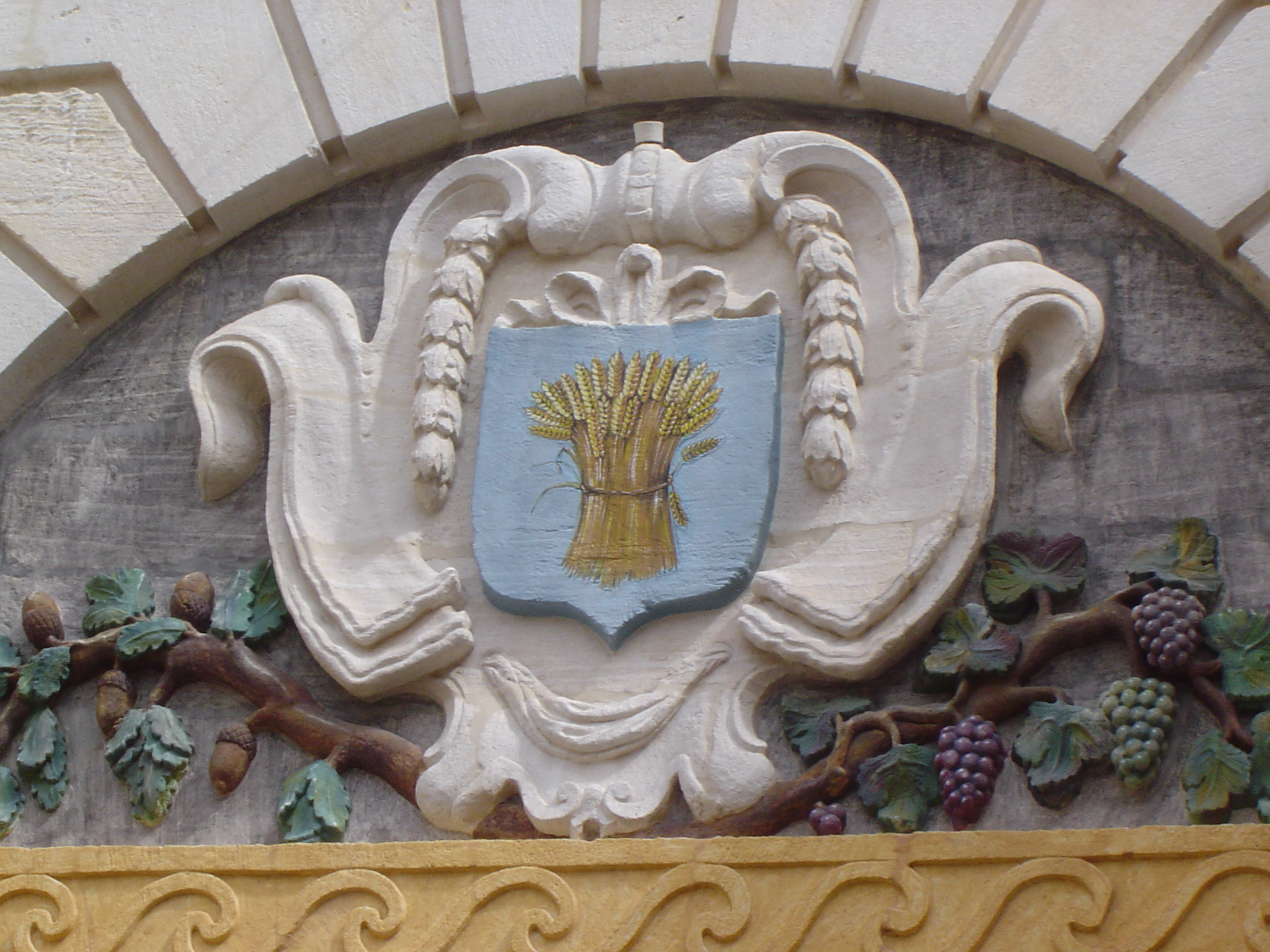

| Blason de Givry (Saône-et-Loire) | Blason  | D'azur à la gerbe d'or liée de gueules.                          |
| Blason de Givry (Saône-et-Loire) | Détails | Ces armes sont celles de Givry au moins depuis le XVIIIe siècle. |

## Pour approfondir